# Madonna
Madonna Louise Veronica Ciccone (Bay City, 16 de agosto de 1958) é uma cantora, compositora, produtora musical, atriz, escritora, dançarina e empresária americana. Comumente conhecida como a "Rainha do Pop", ela é uma das figuras com o maior impacto na cultura popular e tem sido amplamente reconhecida por sua contínua reinvenção e versatilidade na produção musical, composição e apresentação visual, ultrapassando os limites da expressão artística na música comercial e permanecendo completamente no comando de todos os aspectos de sua carreira. Suas obras, que incorporam temas sociais, políticos, sexuais e religiosos, geraram aclamação e controvérsias da crítica e do público. Uma figura cultural proeminente que abrange os séculos XX e XXI, ela continua sendo uma das "figuras mais bem documentadas da era moderna", com uma ampla gama de resenhas acadêmicas, literatura e obras de arte sobre ela, bem como uma subdisciplina acadêmica dedicada a ela chamada estudos de Madonna.
Nascida e criada em Michigan, Madonna se mudou para a cidade de Nova Iorque em 1978 para seguir carreira na dança contemporânea. Depois de se apresentar como baterista, guitarrista e vocalista das bandas de rock Breakfast Club e Emmy, ela alcançou o estrelato solo com seu álbum de estreia homônimo (1983). Madonna sucedeu-o com uma série de álbuns de sucesso, incluindo três dos álbuns mais vendidos de todos os tempos, Like a Virgin (1984), True Blue (1986) e The Immaculate Collection (1990), bem como os vencedores do prêmio Grammy, Ray of Light (1998) e Confessions on a Dance Floor (2005). Muitas de suas canções alcançaram o primeiro lugar nas paradas musicais de vários países ao redor do mundo, incluindo "Like a Virgin", "Material Girl", "Papa Don't Preach", "La Isla Bonita", "Like a Prayer", "Vogue", "Take a Bow", "Frozen", "Music", "Hung Up" e "4 Minutes".
A popularidade de Madonna foi alavancada ainda por seus papéis em filmes como Desperately Seeking Susan (1985), Dick Tracy (1990), A League of Their Own (1992) e Evita (1996). Apesar deste último ter lhe rendido um Globo de Ouro de Melhor Atriz, muitos de seus outros filmes receberam críticas negativas. Como empresária, ela fundou a companhia Maverick, que incluía a Maverick Records, uma das gravadoras musicais mais bem sucedidas da história. Outros empreendimentos de Madonna incluem marcas de moda, trabalhos escritos, academias de ginástica e produção de filmes. Ela contribui para várias instituições de caridade, tendo fundado a Fundação Ray of Light em 1998 e a Raising Malawi em 2006, e defende a igualdade de gêneros e os direitos LGBTQ+.
Tendo vendido mais de 400 milhões de obras musicais em todo o mundo, Madonna é a artista feminina mais bem sucedida em vendas de todos os tempos, segundo o Livro dos Recordes. Ela é a solista mais bem sucedida da história da tabela Billboard Hot 100 e detém o recorde de maior quantidade de canções na liderança por uma artista feminina no Canadá (24), Espanha (21), Itália (23) e Reino Unido (13). Uma das artistas com a maior bilheteria em turnês de todos os tempos, ela tornou-se a primeira mulher a acumular mais de 1 bilhão de dólares em receitas de shows. A Forbes nomeou-a a musicista feminina mais bem paga do mundo 11 vezes ao longo de quatro décadas distintas (1980–2010). Madonna foi incluída no Rock and Roll Hall of Fame em 2008, seu primeiro ano de elegibilidade. Ela foi classificada como a maior mulher da história da música pelo VH1, assim como a melhor artista de videoclipes de todos os tempos pela MTV e Billboard. Ela também foi listada, pela Rolling Stone, entre os melhores artistas e compositores de todos os tempos.

## Vida pública e carreira

### 1958—81: Primeiros anos e início da carreira

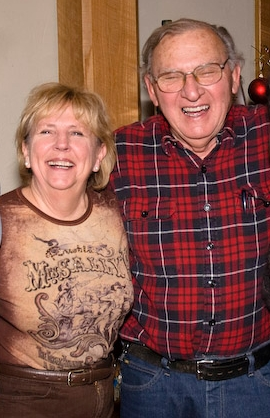
Madrasta e pai de Madonna, Joan e Silvio Ciccone, em 2009

Madonna Louise Ciccone nasceu no dia 16 de agosto de 1958 em Bay City, Michigan. Herdou o nome de sua mãe, Madonna Louise Fortin descendente de franco-canadenses, e seu pai, Silvio Anthony Ciccone, é ítalo-americano. A família Ciccone é originária de Pacentro, Itália. Madonna foi apelidada de "Little Nonni" para diferenciá-la de sua mãe. Ela é a terceira de seis filhos, seus irmãos mais velhos são Martin e Anthony e seus irmãos mais novos, Paula, Christopher e Melanie. Em 1963, sua mãe morreu em decorrência de um câncer de mama aos 30 anos, quando Madonna tinha apenas cinco anos. Consequentemente, Madonna aprendeu a cuidar de si mesma e de seus sete irmãos e voltou para a casa da avó na esperança de encontrar algum conforto e algum tipo de figura materna nela. Os irmãos Ciccone mantiveram a casa em ordem e invariavelmente se rebelaram contra quem viesse a sua casa para ocupar o lugar de sua amada mãe. Em entrevista à revista Vanity Fair, a cantora comentou que na juventude se via como uma "garota solitária que estava procurando por algo. Eu não era uma rebelde, de forma alguma. Eu me preocupava em ser boa em alguma coisa. Não depilava as axilas e não usava maquiagem como as outras meninas. Mas estudava e tirava boas notas [...] Queria ser alguém".
Com medo da ideia de seu pai ir embora também, Madonna frequentemente não conseguia dormir a menos que estivesse perto dele. Seu pai se casou com a governanta da família, Joan Gustafson, e juntos tiveram dois filhos: Jennifer e Mario Ciccone. Mais tarde, ela estudou na Rochester Adams High School e tornou-se uma aluna modelo, além de ser membro da equipe de torcida. Após a formatura, ela recebeu uma bolsa de estudos para cursar dança na Universidade de Michigan. Madonna convenceu seu pai a permiti-la ter aulas de balé e foi persuadida por seu professor, Christopher Flynn, a seguir uma carreira no mundo da dança.
Em 1978, Madonna abandonou a escola e mudou-se para Nova Iorque. Sobre essa mudança ela disse: "Foi a primeira vez que viajei de avião e a primeira vez que viajei de táxi. Vim aqui com 35 dólares no bolso. Foi a coisa mais corajosa que já fiz". Durante uma noite, enquanto voltava de um ensaio, ela foi arrastada para um beco por dois homens e forçada a fazer sexo oral neles. A artista comentou que "o episódio testou minhas fraquezas, me mostrou que eu ainda não conseguia me salvar apesar de todo o look de garota forte. Eu não posso esquecer nunca isso". Em 1979, Madonna foi aprovada em um teste para se apresentar em Paris como dançarina do artista francês Patrick Hernandez. Nesse período, ela se envolveu romanticamente com o músico Dan Gilroy. Juntos, eles formaram a sua primeira banda Breakfast Club, que tocava canções geralmente estilizadas para o hard rock; onde ela cantava, tocava guitarra e bateria. Em 1980 ela deixou o grupo, com o baterista Stephen Bray, que era seu então namorado, e formaram a banda Emmy. Pouco depois, eles abandonaram o rock e foram contratados pela empresa Gotham Records, planejando cantar em outro estilo musical. Eles decidiram usar o funk, mas a Gotham não satisfez-se com os talentos musicais da dupla e consequentemente demitiu-os; Madonna e Bray também separaram-se da banda.

### 1981–85:Madonna,Like a Virgine The Virgin Tour
Em 1982, enquanto estabilizava-se como cantora em Nova Iorque, Madonna estava compondo algumas faixas por conta própria. Na época, ela estava frequentando a boate Danceteria. Lá, ela convenceu o DJ Mark Kamins a tocar sua música "Everybody". A obra foi recebida positivamente pelo público, e Kamins decidiu que Madonna deveria fechar contrato com uma grande gravadora, com o intuito de produzir o single. Ele apresentou-a para seu chefe Chris Blackwell, fundador da Island Records, porém Blackwell não quis contratá-la; em seguida, eles visitaram a Sire Records, que contratou-a para a gravadora sob um acordo de diversos álbuns. Para produzir seu primeiro disco, Madonna decidiu trabalhar com Reggie Lucas, um produtor da Warner Bros.. Entretanto, ela não satisfez-se com as faixas completadas e não concordou com as técnicas de produção de Lucas, e procurou ajuda adicional para a produção. A cantora convidou John "Jellybean" Benitez, um DJ da discoteca Funhouse, para ajudá-la à completar o projeto. Benitez remixou diversas canções e produziu "Holiday", que tornou-se a primeira música de Madonna a registrar entrada na Billboard Hot 100, onde atingiu como pico a 16ª colocação, bem como a sua primeira obra a culminar na Hot Dance Club Songs. Em 1983, chega às lojas seu primeiro disco, o homônimo Madonna, atingindo a oitava colocação na Billboard 200 após pouco mais de um ano de seu lançamento, e vendeu 2,8 milhões de unidades neste período. Foi o sétimo disco mais vendido no país em 1984, e recebeu uma certificação de platina quíntupla pela Recording Industry Association of America (RIAA), reconhecendo vendas de cinco milhões de cópias no território. No Reino Unido, o projeto obteve um desempenho semelhante, conquistando a 6ª posição como melhor na UK Albums Chart. Mundialmente, comercializou mais de 10 milhões de exemplares.

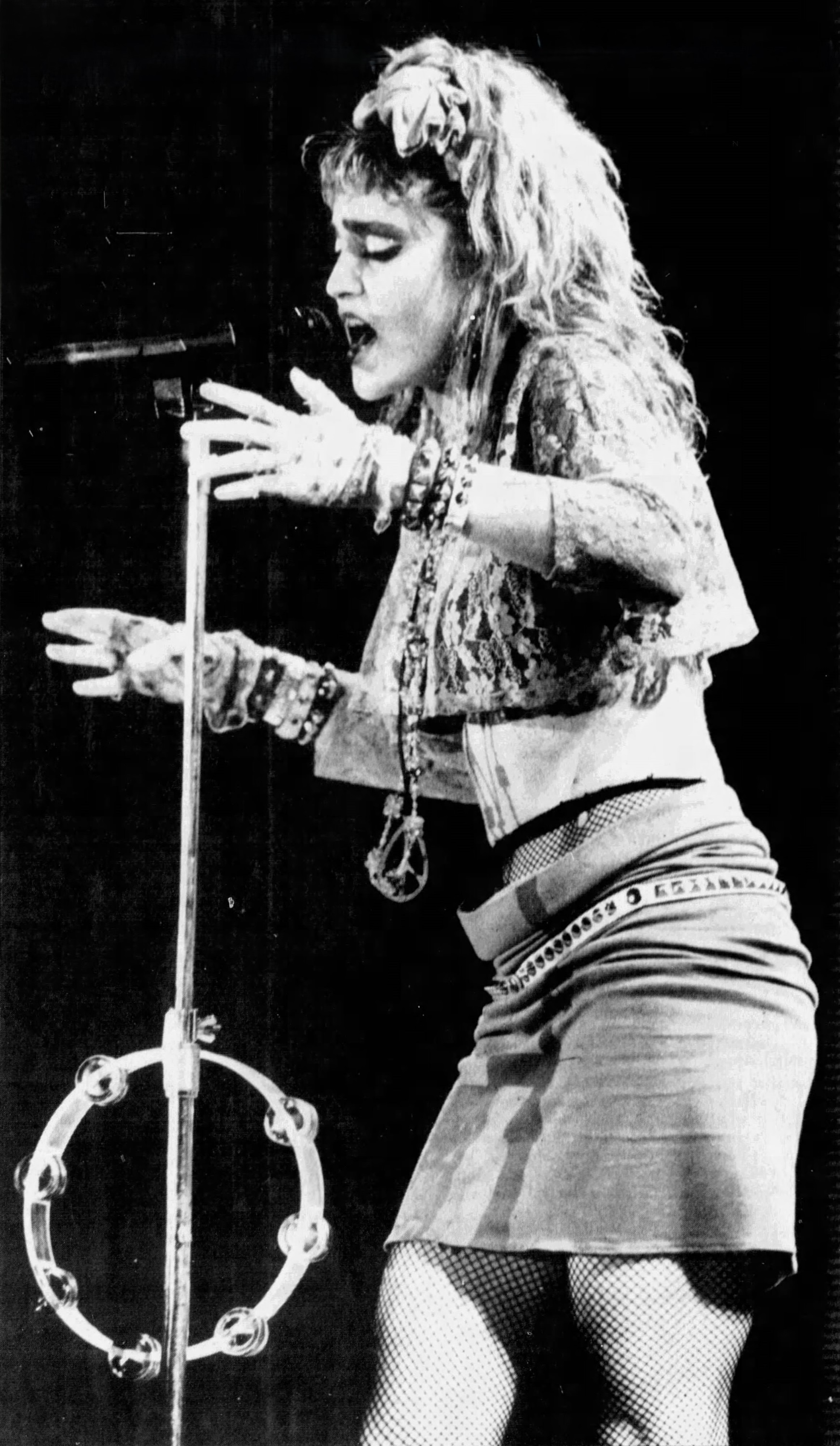
Madonna se apresentando durante a The Virgin Tour (1985).

O visual e o estilo de vestir de Madonna, bem como suas performances e vídeo musicais começaram a influenciar meninas e mulheres. Ela passou a torna-se uma das referências de moda feminina dos anos 1980. Criado pelo estilista e designer de joias Maripol, o visual da artista consistia em blusas de renda, saias sobre calças capri, meias arrastão, joias com crucifixo, pulseiras e cabelos descoloridos. Sua popularidade continuou a aumentar globalmente com o lançamento de seu segundo álbum de estúdio, Like a Virgin, em novembro de 1984, que tornou-se o primeiro álbum de sua carreira a culminar na Billboard 200 e recebeu uma certificação de diamante pela Recording Industry Association of America (RIAA), devido às vendas de dez milhões de cópias no país. Até a data, comercializou cerca de 21 milhões de unidades mundialmente, convertendo-se em um dos álbuns mais vendidos de todos os tempos. Em sua avaliação crítica, Hugo Mistry, do jornal Chicago Tribune, sentiu que "Like a Virgin foi a grande descoberta de Madonna, deixando de lado seu lado autoconsciente, com uma série de faixas de dance divertidas, letras que chamam a atenção e vídeos picantes". A capa e as imagens do encarte do produto foram fotografadas por Steven Meisel. A artista queria que o título e a capa do álbum fizessem uma ligação provocante entre o seu nome religioso Madonna — título dado para Maria, mãe de Jesus — e o conceito cristão do nascimento virgem. A faixa homônima, foco de promoção do registro, converteu-se no primeiro número um de Madonna na Billboard Hot 100. A música e o vídeo musical que o acompanha, atraíram a atenção de organizações conservadoras que se queixavam de que ambos estavam promovendo o sexo antes do casamento e minava os valores familiares, os moralistas procuraram proibir suas reproduções em canais televisivos e no rádio. Para promover o álbum, a cantora embarcou em sua primeira turnê, The Virgin Tour, que visitou o Canadá e os Estados Unidos ao longo do ano de 1985.
Madonna recebeu uma enorme cobertura da mídia por sua performance de "Like a Virgin" na primeira edição dos MTV Video Music Awards, que ocorreu em 14 de setembro de 1984, onde apareceu no palco em cima de um bolo de casamento gigante vestida com um vestido de noiva, que incluía também o infame e famoso cinto "Boy Toy" e um véu. O clímax de seu desempenho aconteceu no momento em que Madonna fez posições sexuais no palco. A apresentação é conhecida como uma das mais icônicas da história da MTV. O jornal espanhol El País disse que Madonna "não seria nada se em 1984 não tivesse aparecido nos prêmios da rede televisiva cantando 'Like a Virgin'". Em 1985, "Material Girl", o segundo tema promovido de Like a Virgin, ganhou um vídeo musical inspirado pela admiração de Madonna por Marilyn Monroe e prestou uma homenagem ao número "Diamonds Are a Girl's Best Friend", interpretado por Monroe no filme Gentlemen Prefer Blondes (1953). Foi durante as filmagens do vídeo que Madonna conheceu seu primeiro marido, o ator Sean Penn. Sua estreia nos cinemas deu-se em uma breve aparição no longa-metragem Vision Quest, onde aparece interpretando o single "Crazy for You", a qual faz parte da trilha sonora do filme e conseguiu atingir a liderança da Billboard Hot 100. Ela também desempenhou o papel-título na comédia Desperately Seeking Susan, um filme que apresentou a música "Into the Groove", seu primeiro lançamento número um no Reino Unido. A popularidade da artista fez com que o filme fosse totalmente associado a ela, apesar de não ter sido anunciada como a atriz principal.

### 1986–91:True Blue, Who's That Girl Tour,Like a Prayer,Blond Ambition World Tour eDick Tracy
Em junho de 1986, Madonna lançou seu terceiro álbum de estúdio, True Blue. Deste trabalho, foram lançados cinco singles, sendo que três deles conquistaram a primeira posição nos Estados Unidos — "Live to Tell", "Papa Don't Preach" e "Open Your Heart".  Os outros dois, a faixa-título e "La Isla Bonita", atingiram a terceira e a quarta posição, respectivamente. True Blue obteve um desempenho comercial extremamente favorável, culminando na Billboard 200 por cinco edições consecutivas e foi certificado sete vezes platina pela RIAA, reconhecendo vendas de sete milhões de exemplares em território estadunidense. Mundialmente, o material culminou em tabelas musicais de mais de 28 nações e comercializou 25 milhões de cópias, tornando-se o álbum mais vendido do mundo em 1986, bem como o mais adquirido dos anos 1980 por uma artista feminina. A revista Rolling Stone ficou impressionada com seu conteúdo, escrevendo que o disco "soa como se viesse do coração".

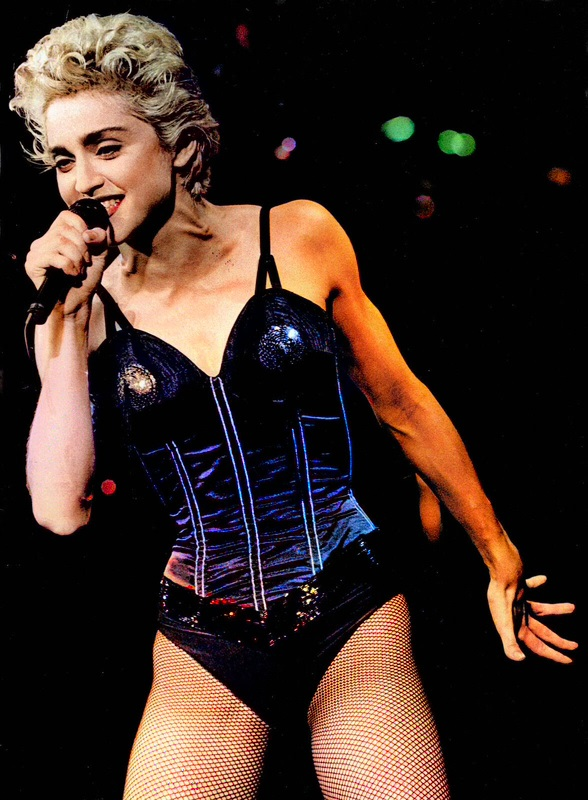
Madonna se apresentando como parte da Who's That Girl World Tour.

Entretanto, a carreira cinematográfica da artista não estava bem-sucedida como ela esperava que fosse. Após o fracasso crítico e comercial de Shanghai Surprise, Madonna comentou que ela "sofreu para aceitar sua personagem [...] porque a inocência e a personalidade reprimida que eu era obrigada a retratar estava tão em desacordo com a minha própria personalidade". Continuando a lutar por sua carreira no cinema, a artista estava insegura sobre sua capacidade de escolher um bom roteiro, e os produtores de filmes estavam com pouca certeza sobre como fazer para apoiá-la. Então, ela sentiu que a comédia fazia parte de seu repertório, optando por fazer parte de um filme intitulado Who's That Girl, no qual contatou seu amigo James Foley para dirigi-la. Lançado em 8 de agosto de 1987, a produção acabou sendo um fracasso crítico e comercial. Arrecadou 2,5 milhões de dólares em sua primeira semana, enquanto sua receita total conquistada mundialmente foi de cerca de 7,3 milhões, a maior parte sendo proveniente de mercados europeus. A maioria dos resenhadores ficaram altamente decepcionados com o produto, bem como a direção de Foley. No entanto, a turnê, que divulgou a película, foi um sucesso crítico e comercial, arrecadando um total de 25 milhões de dólares, com Madonna apresentando-se para cerca de 1,5 milhões de espectadores ao longo de seu itinerário. A trilha sonora correspondente, embora não tenha sido aclamada pela mídia especializada, obteve um sucesso comercial, vendendo seis milhões de cópias mundialmente. Três das canções de Madonna foram lançadas como singles, cuja faixa-título, tornou-se o seu sexto single a liderar a Billboard Hot 100, fazendo dela a primeira artista a acumular seis obras na liderança da tabela na década de 1980.
Seu casamento com Penn terminou, e o casal concluiu o processo de divórcio em janeiro de 1989. No mesmo mês, a Pepsi-Cola anunciou que havia fechado um contrato de 5 milhões de dólares com a artista, para usar ela e o seu futuro single "Like a Prayer" num comercial televisivo da empresa. A propaganda, intitulado "Make a Wish", estreou em 12 de fevereiro durante a transmissão da 31ª edição dos Grammy Awards, com um número estimado de 250 milhões de pessoas ao redor do mundo o assistindo. No dia seguinte, seu vídeo estreou na MTV. A gravação causou grande controversa por utilizar iconografia católica como estigmas, cruzes em chamas e a cantora beijando um santo negro, o que fez com que o Vaticano o condenasse e levou à Pepsi a tirar o comercial do ar e cancelar o contrato com a artista, embora ela tenha ficado com os 5 milhões adiantados do acordo. Apesar da polêmica, "Like a Prayer" tornou-se o sétimo número um de Madonna na Billboard Hot 100. Em março, o álbum de mesmo nome foi liberado, recebendo aclamação da crítica especializada; a Rolling Stone o considerou "o mais perto possível da arte que a música pop já esteve" e o listou entre os 500 maiores discos de todos os tempos. Foi um sucesso comercial, alcançando o topo das paradas em 20 países, incluindo Estados Unidos e Reino Unido, e vendendo 15 milhões de unidades ao redor do mundo. O vídeo de "Express Yourself", segundo single, por sua vez, foi o mais mais caro feito até então. Ao final da década de 1980, Madonna foi nomeada a "Artista da Década" por diversos meios de comunicação, incluindo os veículos musicais Billboard e a MTV.

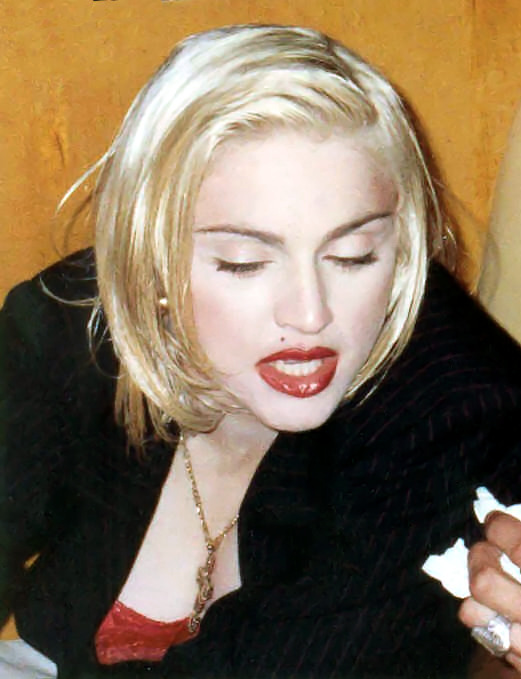
Madonna durante um evento beneficente do AIDS Project em Los Angeles, Califórnia, 1990.

No ano de 1990, a artista estrelou o filme Dick Tracy (1990), com Warren Beatty assumindo o papel principal. A película foi disponibilizada nos Estados Unidos em 15 de junho de 1990, obtendo a nona maior bilheteria do ano nos Estados Unidos, classificando-se na décima segunda posição mundialmente. Adicionalmente, recebeu análises positivas da mídia especializada. Roger Ebert, do periódico Chicago Sun-Times, elogiou as pinturas foscas, a direção de arte e o design de maquiagem protética, afirmando: "Dick Tracy é uma das fantasias mais originais e visionárias que eu já vi em uma tela [de cinema]". "Vogue", retirada da trilha sonora do projeto, liderou as tabelas musicais do Reino Unido, bem como a Billboard Hot 100. Naquela época, Madonna iniciou um relacionamento com Beatty, que se dissolveu pouco depois. Paralelamente, percorreu o mundo com seu espetáculo Blond Ambition. A digressão foi marcada por controvérsias acerca de seu teor sexual e católico, em especial na Itália, onde organizações religiosas protestaram e condenaram tanto o show quanto a cantora e o Papa João Paulo II clamou por boicote. Os protestos foram bem-sucedidos, com uma das três apresentações sendo cancelada. Em Toronto, a polícia ameaçou prender Madonna caso não ocorressem mudanças na performance de "Like a Virgin", onde Madonna simulava masturbação. Em resposta, a artista disse: "A turnê não ofende ninguém. É para [as pessoas de] mentes abertas e faz com que elas vejam a sexualidade de uma maneira diferente. A deles próprios e a dos outros". A gravação em vídeo da digressão recebeu uma indicação vitoriosa aos Prêmios Grammy, na categoria Melhor Filme Musical, tornando-o o primeiro da cantora. Um documentário intitulado Madonna: Truth or Dare, também foi lançado, em 1991, mostrando os bastidores da turnê. Ao fim daquele ano, foi lançado seu álbum de grandes êxitos The Immaculate Collection. Recebido com um estrondoso sucesso comercial, tornou-se o segundo álbum de Madonna a ser certificado de diamante pela RIAA em reconhecimento às mais de dez milhões de cópias vendidas nos Estados Unidos e, até hoje, distribuiu cerca de 30 milhões de exemplares à nível mundial, convertendo-se no álbum de compilação mais bem sucedido de todos os tempos por um artista solo. "Justify My Love", lançada como foco de promoção do registro, converteu-se no 9º número um da intérprete na Billboard Hot 100.

### 1992—97: Maverick Records,Erotica, The Girlie Show,Bedtime StorieseEvita

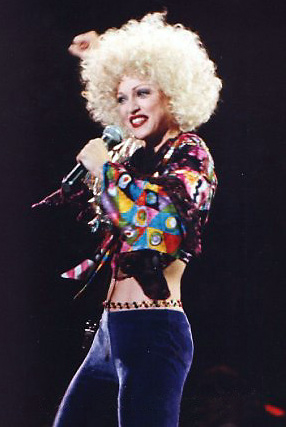
Madonna executando "Express Yourself" durante sua The Girlie Show, em 1993.

Em 1992, Madonna co-estrelou o filme A League of Their Own, dirigido por Penny Marshall e gravou "This Used to Be My Playground" para a trilha sonora do projeto, sob a qual alcançou pela décima vez o primeiro lugar na Billboard Hot 100. Nos Estados Unidos, a película alcançou a liderança nas bilheterias e se tornou o décimo título com maior arrecadação do ano. Simultaneamente, ela fundou sua própria empresa de entretenimento multimídia, Maverick, em parceria com a Time Warner; garantindo-lhe 20% de royalties por seus lançamentos musicais, a taxa mais alta da indústria na época, igualada apenas pela taxa do cantor Michael Jackson estabelecida um ano antes com a Sony. Mais tarde, Maverick se mostrou um grande acerto ao produzir artistas de grande ascensão, como Alanis Morissette e Michelle Branch. Ao atingir total controle artístico com a criação da empresa, Madonna publicou simultaneamente seu quinto álbum de estúdio, Erotica, e seu livro de mesa, Sex. Esse último é caracterizado por seu conteúdo sexualmente explícito e por suas imagens de fantasias voyeurísticas, fotografadas por Steven Meisel, recebido negativamente por críticos e fãs da cantora, embora tenha vendido 150 mil unidades em seu primeiro dia de distribuição e chegando ao topo da lista dos livros mais vendidos publicada pelo jornal The New York Times. A polêmica gerada acabou por ofuscar Erotica, que teve menos sucesso comercial do que suas produções anteriores: debutando na segunda colocação da Billboard 200, tornando-se seu primeiro trabalho de estúdio a não alcançar a liderança desde 1983. Apesar disso, a crítica especializada respondeu positivamente ao seu conteúdo, o portal Yahoo! observou que a obra oferece "uma visão inteligente dos tabus que nos ensinaram a ter medo de falar". Madonna continuou a explorar uma imagem sensual no terror erótico Body of Evidence, uma película que contém cenas de BDSM, mas foi mal avaliada pela crítica e fracassou comercialmente. Em setembro de 1993, a intérprete embarcou na excursão The Girlie Show, na qual apresentou-se primeira vez em países como Turquia, Brasil e México; a digressão, por sua vez, foi registrada no álbum de vídeo The Girlie Show: Live Down Under, lançado em 1994. Embora os concertos tenham recebido análises positivas e tenha arrecadado 70 milhões de dólares, causou controvérsia por Madonna aparecer no palco de chicotes atuando como uma dominadora, cercada por dançarinas de topless. Durante uma apresentação em Porto Rico, ela esfregou a bandeira da ilha entre as pernas, resultando em vaias da plateia.
Em março de 1994, sua aparição no Late Show with David Letterman, foi notada por seu polêmico comportamento; na ocasião, ela fez uso de palavras obscenas diversas vezes, que tiveram de ser censuradas na televisão, entregando a Letterman uma calcinha supostamente usada e pedindo para que ele a cheirasse. Este foi o episódio de um talk-show mais censurado da história televisiva estadunidense, rendendo também ao programa uma de suas maiores audiências. Os lançamentos do livro, álbum e filme sexualmente explícitos e o comportamento desrespeitoso no programa de Letterman fizeram com que a mídia considerasse Madonna como uma renegada sexual. Críticos e fãs reagiram negativamente a conduta da cantora, ao comentarem que "ela tinha ido longe demais" e que sua carreira estava em declínio. Em meio ao ápice das críticas do público e da mídia, Madonna decidiu mudar sua personalidade. A primeira tentativa foi o lançamento da balada "I'll Remember" (1994), para a trilha sonora do filme With Honors, que foi bem recebida criticamente. Musicalmente, a artista queria uma nova direção musical e começou a explorar estilos como new jack swing e R&B com um som mais mainstream e radiofônico. Ela quis incorporá-los em seu disco seguinte, intitulado Bedtime Stories e lançado em outubro de 1994. Comercialmente, embora tenha se saído melhor em diversos países em comparação à Erotica, debutou apenas na terceira colocação da Billboard 200 e vendeu pouco mais de 8 milhões de cópias globalmente. O trabalho recebeu análises geralmente positivas, que elogiaram sua sonoridade e produção sinceras, e foi posteriormente indiciado a Melhor Álbum Vocal Pop na 38ª edição dos Prêmios Grammy. "Take a Bow", single mais bem sucedido de Bedtime Stories, também foi o maior sucesso de Madonna nos Estados Unidos, permanecendo no topo da Billobard Hot 100 por sete semanas, a sua mais longa permanência na liderança da tabela. Em novembro de 1995, a intérprete lançou uma coletânea musical intitulada Something to Remember, no qual apresenta uma seleção de suas baladas ao longo da carreira, sendo "You'll See" a composição de maior destaque do projeto. Mais tarde, a cantora se envolveu romanticamente com o preparador físico Carlos Leon.
No filme biográfico de 1996, Evita, Madonna interpretou o papel-título de Eva Perón. A cantora sempre desejou interpreta-la e enviou uma carta de quatro páginas ao diretor Alan Parker onde explicava o quanto seria perfeita para o papel. Depois de garantir o papel, ela recebeu aulas para aprimorar suas habilidades de canto, aprendeu sobre a história da Argentina e de Perón. Ela disse sobre a experiência: "Este é o papel que nasci para desempenhar. Coloquei tudo de mim nisso porque era muito mais do que um papel em um filme. Foi emocionante e intimidante ao mesmo tempo. E estou mais orgulhosa de Evita do que qualquer outra coisa que já fiz". Durante as filmagens, ela adoeceu várias vezes devido ao intenso esforço emocional necessário para as cenas, e no meio da produção, descobriu que estava grávida. Em 14 de outubro de 1996, deu a luz à sua primeira filha, Lourdes, nascida de parto cesariana, em Los Angeles. Um sucesso comercial, a película arrecadou 141 milhões de dólares mundialmente, recebendo uma resposta positiva da crítica; para a revista a Time, Zach Conner comentou: "É um alívio dizer que Evita é muito bom, bem elaborado e visualmente bonito. Madonna mais uma vez confunde nossas expectativas". Pelo papel, a artista angariou um Globo de Ouro de Melhor Atriz em Filme Musical ou Comédia. A trilha sonora da produção, composta por músicas interpretadas principalmente por Madonna, foi um sucesso de vendas, obtendo 10 milhões de exemplares distribuídos mundialmente, enquanto alcançou o topo das paradas de várias nações europeias. Seu relacionamento com Leon terminou em maio de 1997 e ela declarou que eles se davam "melhor como bons amigos".

### 1998—2002:Ray of Light,Musice Drowned World Tour
Após o nascimento de Lourdes, Madonna se envolveu com as crenças orientais e com a Cabala, apresentada a ela pela atriz Sandra Bernhard. Em 1998, chega às lojas Ray of Light — nomeado em reflexo as mudanças de perspectiva da artista sobre a vida. A escritora Carol Benson notou que este era "um álbum dançante profundamente espiritual" essencialmente baseado na carreira e jornada de Madonna e nas muitas identidades que ela adotou ao longo dos anos. A maternidade a suavizou emocionalmente, o que acabou sendo refletido em suas canções. Ela começou a explorar letras que tratassem de pensamentos profundos e pessoais, ao invés de elaborar somente sons para pistas de dança como antes. O registro recebeu aclamação da crítica, com a revista Slant considerando-o "uma das grandes obras-primas do pop dos anos 90". Como resultado, foi indicado a um total de seis categorias na 41.ª edição dos Prêmios Grammy e venceu quatro delas, incluindo a de Melhor Álbum Vocal Pop e Melhor Gravação de Dance. Além disso, foi incluído na lista dos 500 maiores álbuns de todos os tempos, pela Rolling Stone. Suas 371 mil cópias vendidas em sua semana de lançamento foram as mais altas para uma artista feminina na época, garantindo sua estreia na segunda ocupação da Billboard 200. Desde então, foram contabilizadas 16 milhões de unidades faturadas por todo o globo. O single inicial do trabalho, "Frozen", liderou a tabela britânica, enquanto nos Estados Unidos classificou-se na vice-liderança da Billboard Hot 100.

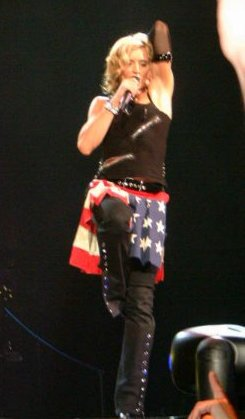
Madonna apresentando "Impressive Instant" na turnê Drowned World Tour, 2001.

Em junho de 1999, a artista contribuiu para a trilha sonora do filme Austin Powers: The Spy Who Shagged Me, dando voz a faixa "Beautiful Stranger", pela qual conquistou sua sexta vitória no Grammy, vencido na categoria Melhor Canção Escrita para Mídia Visual. Mais tarde, ela assumiu estar em um relacionamento com o diretor britânico Guy Ritchie, o qual conheceu através de Sting e de sua esposa Trudie Styler, amigos em comum de ambos. Em 2000, estrelou o filme The Next Best Thing, que foi um fracasso de audiência e obteve análises negativas dos críticos especializados. Em simultâneo, ela divulgou "American Pie", single lançado em 1971 por Don McLean, presente na trilha sonora da produção. No mesmo período, a cantora ficou grávida de Rocco, seu segundo filho e, para se distanciar das notícias acerca de sua gestação, iniciou o desenvolvimento de seu oitavo álbum. Ela também iniciou as gravações do projeto devido à pressão feita por sua gravadora para repetir o sucesso comercial de Ray of Light e, para sua concepção, teve como base a música eletrônica. O material resultante, Music foi editado em setembro de 2000 e recebeu análises positivas da mídia especializada; o autor Stephen Thomas Erlewine, do banco de dados AllMusic, sentiu que a obra "sopra em uma onda caleidoscópica de cor, técnica, estilo e substância. Tem tanta profundidade e camadas que é tão autoconsciente e sério quanto Ray of Light". O conjunto vendeu 420 mil réplicas em sua semana de lançamento, atingindo a liderança da Billboard 200 e, mundialmente, obteve mais de 10 milhões de cópias vendidas, sendo 4 milhões apenas em seus primeiros dez dias, de acordo com a CNN. A faixa homônima, lançada como o foco de promoção inicial do projeto, liderou a Billboard Hot 100 por quatro semanas consecutivas, rendendo a Madonna seu 12º e até a data o seu último tema a atingir tal feito.
Após uma hiato de oito anos sem turnê, a cantora iniciou a Drowned World Tour em junho de 2001. A digressão arrecadou 74 milhões de dólares, sendo posicionada na primeira colocação entre as excursões de um artista solo com maior arrecadação do ano e a quarta em geral, além de ter sido registrada no álbum ao vivo homônimo. Ao fim daquele ano, é disponibilizada sua segunda coletânea de grandes sucessos, intitulada GHV2, recebendo certificações de ouro e platina em vários territórios, acumulando vendas de 7 milhões de cópias até 2007. No ano seguinte, ela retornou aos cinemas em Swept Away, sob a direção de seu marido Ritchie. Para a produção do filme, foram gastos 11 milhões de dólares; contudo, foi massivamente criticado e arrecadou menos de um décimo de seu orçamento. Ainda em 2002, a Metro-Goldwyn-Mayer (MGM) convidou Madonna para cantar a faixa-título e aparecer no filme da franquia do espião 007, intitulado Die Another Day. Em revisão da obra, Peter Bradshaw, editor do The Guardian, considerou que atuação da artista soava "incrivelmente engessada".

### 2003—06:American Life,Re-Invention Tour,Confessions on a Dance Floor eConfessions Tour

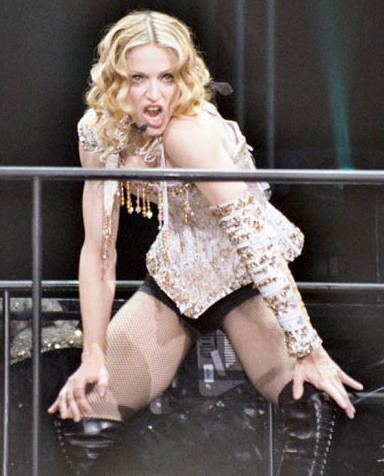
Madonna apresentando "Nobody Knows Me" durante a Re-Invention World Tour (2004).

Em 2003, Madonna começou a trabalhar em seu novo álbum, coincidindo com um momento em que o clima cultural dos Estados Unidos estava desolado e paranoico devido aos ataques de 11 de setembro de 2001. Nesse momento, a artista começou a questionar e ponderar os valores do sonho americano, que ganharam maior viabilidade após esses ataques. Como resultado, foi lançado American Life, em 21 de abril; totalmente conceituado em temas políticos baseados nos Estados Unidos. Sua arte gráfica, criada pela equipe francesa M/M Paris, apresenta Madonna caracterizada com os cabelos escuros, usando uma boina, fazendo uma clara referência a famosa imagem de Guerrilheiro Heroico do argentino Che Guevara. Críticos especializados negativaram sua produção, bem como suas letras consideradas "pesadas", e foi o segundo álbum da artista a conter o adesivo Parental Advisory. Em sua semana de lançamento, o produto liderou a Billboard 200, vendendo 241 mil cópias. No entanto, na semana seguinte, suas vendas reduziram em 63%. Apesar disso, conseguiu comercializar um total de 4 milhões de cópias ao redor do mundo, sendo o álbum de estúdio de Madonna com menor vendagem até então. O primeiro single lançado, a música-título, recebeu negativação universal da crítica especializada, com a revista Blender listando-a como a décima pior canção de todos os tempos. Também alcançou resultados negativos nas tabelas musicais, obtendo apenas a 37ª colocação na Billboard Hot 100. Seu vídeo musical original retrata um desfile com temática militar "antimoda"; no entanto, sua estreia foi cancelada por Madonna imaginar que ele seria considerado antipatriótico, uma vez que os Estados Unidos estavam em guerra com o Iraque. Em agosto, ela abriu os MTV Video Music Awards daquele ano ao lado de Britney Spears, Christina Aguilera e Missy Elliott. As duas primeiras iniciaram a performance com uma regravação de "Like a Virigin" (1984), e, posteriormente, Madonna surgiu em um bolo de casamento gigante caracterizada de noivo e beijou Spears e Aguilera na boca. A apresentação gerou fortes reações da mídia e foi descrita pela MTV, organizadora do evento, como o melhor número de abertura da premiação. Ainda naquele ano, ela forneceu vocais colaborativos ao single de Spears, "Me Against the Music", lançado em outubro.

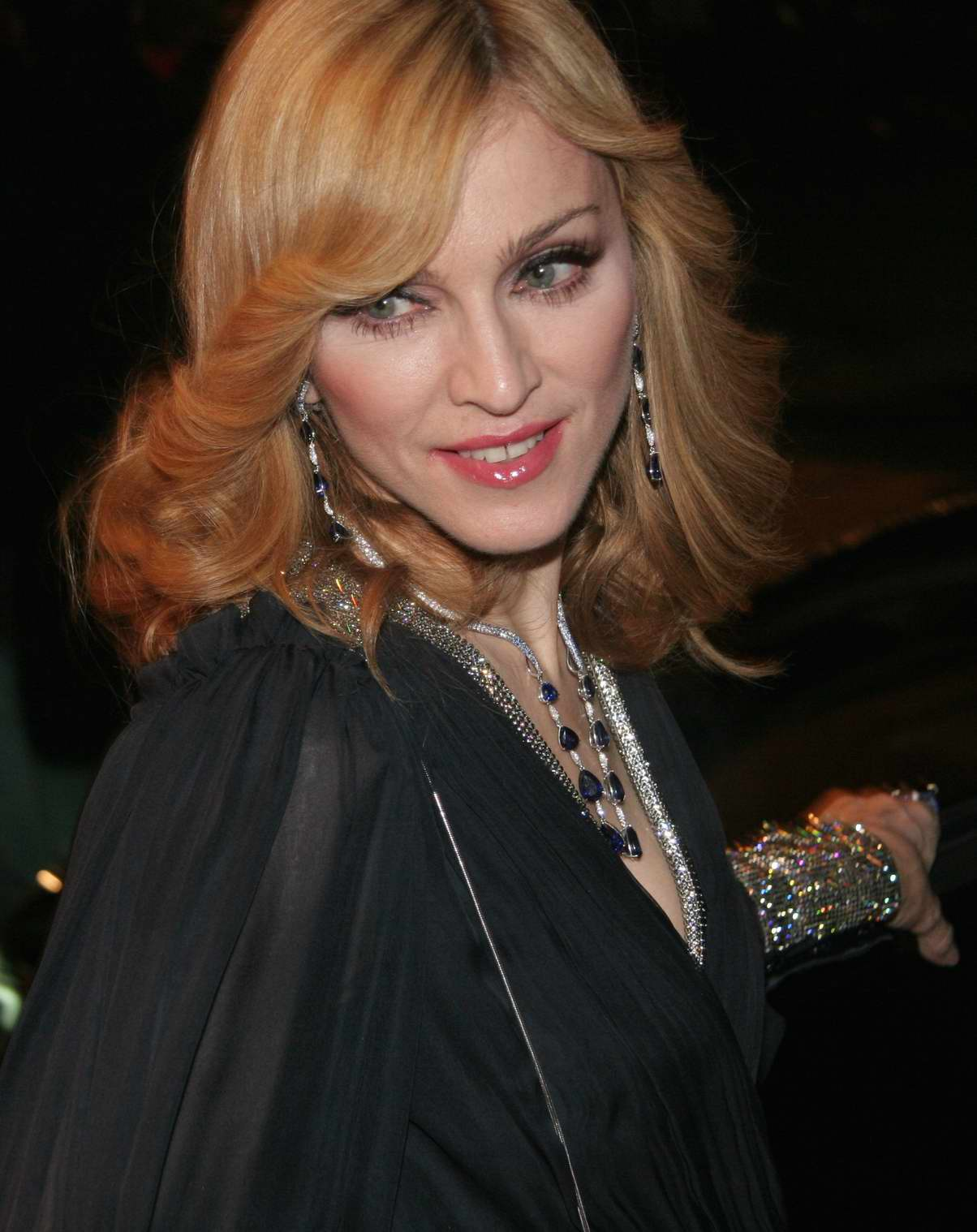
Madonna em um evento de promoção para I'm Going to Tell You a Secret em 2005.

No ano seguinte, Madonna se apresentou na turnê Re-Invention Tour, que arrecadou cerca de 125 milhões de dólares e tornou-se a digressão com maior arrecadação no ano de 2004. Foi registrada no documentário I'm Going to Tell You a Secret, sendo que o álbum de mesmo nome tornou-se o primeiro disco ao vivo da carreira da artista. Ao passo em que desenvolvia seu novo projeto de inéditas, revelou que este focaria em uma sonoridade e conceito diferentes de seu disco anterior, abandonando as composições de cunho político para apostar na música disco dos anos 1970 e 1980 e que seria estruturado como um repertório de DJ, onde as faixas estão sequenciadas de forma que não haja intervalos entre elas. O material, intitulado Confessions on a Dance Floor, veio a ser distribuído em novembro de 2005 e debutou na primeira colocação das tabelas de 40 nações, bem como da Billboard 200, com 350 mil cópias vendidas. Mundialmente, faturou 11 milhões de unidades. Os jornalistas aclamaram o trabalho, chamando-o de um retorno à forma para Madonna e classificando-o ao lado de seus melhores lançamentos, além de ter rendido a artista sua sexta vitória ao Grammy, entregue na 49ª cerimônia, para a categoria de Melhor Álbum de Eletrônica/Dance. A primeira faixa promovida, "Hung Up", garantiu um lugar no livro Guinness de Recordes Mundiais ao liderar as tabelas de 41 países. Além disso, tornou-se o 36º tema de Madonna a adentrar nas dez primeiras posições da Billboard Hot 100.

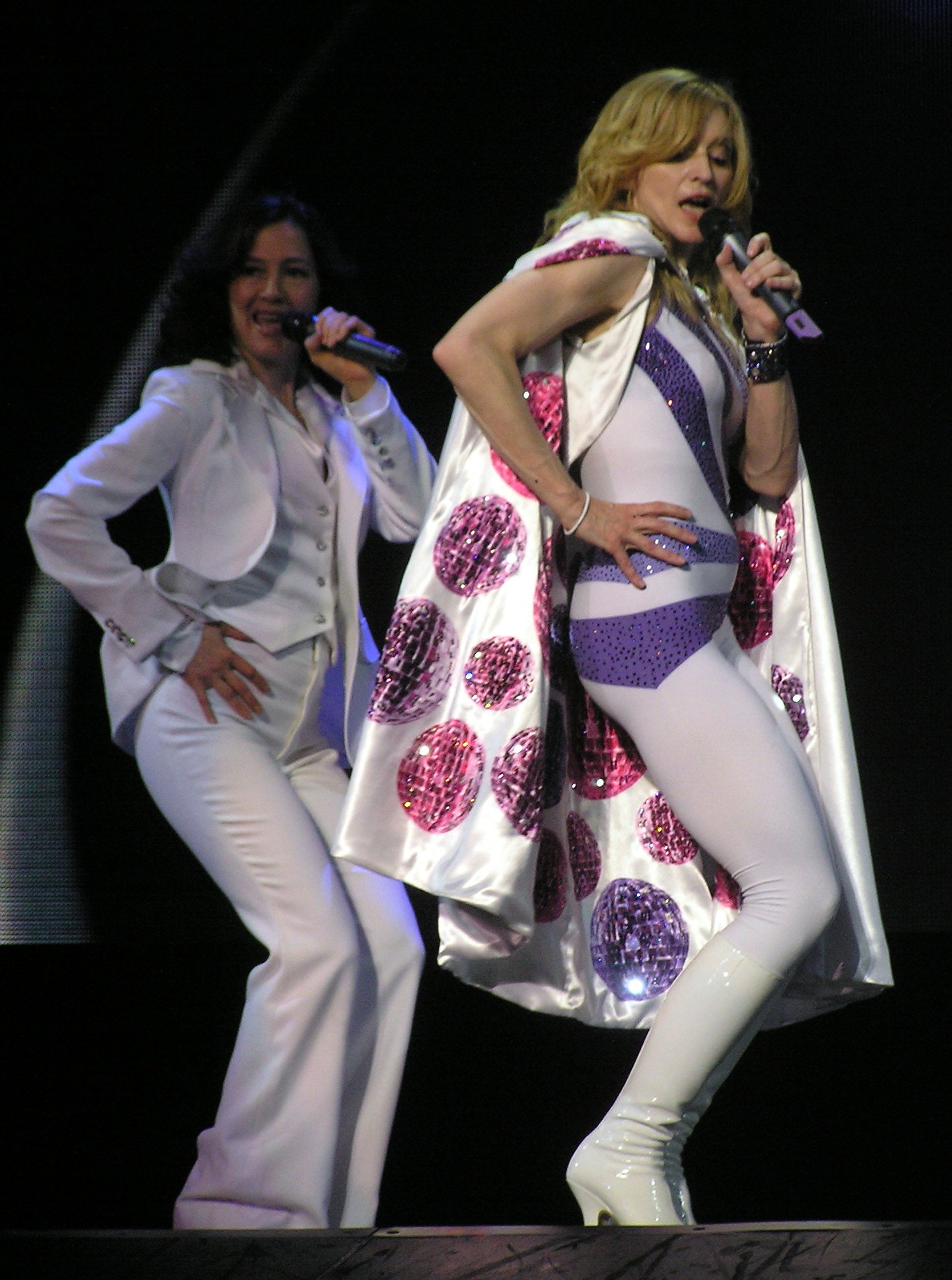
Madonna interpretando "Lucky Star" na Confessions Tour.

Em maio de 2006 ela iniciou a Confessions Tour, levando um 1,2 milhões de expectadores às casas de espetáculo e gerando um lucro total superior a 193,7 milhões de dólares, tornando-se a excursão com maior arrecadação para uma artista feminina. Durante a performance de "Live to Tell", Madonna cantava suspensa em uma cruz gigante, usando uma coroa de espinhos; gerando forte reação negativa de grupos religiosos, que ameaçaram processá-la e incitaram boicotes aos concertos. Em sua defesa, a artista disse que sua principal intenção com a performance era chamar a atenção para as milhares de crianças africanas que morrem de fome e doenças. O registro oficial da turnê, filmado em Londres e lançado em janeiro de 2007, ganhou um Grammy de Melhor Filme Musical na 50ª cerimônia. Ainda em 2006, Madonna viajou para o Malauí, onde fundou a organização de caridade Raising Malawi, e parcialmente financiou um orfanato no país. Enquanto estava lá, ela decidiu adotar um garoto chamado David Banda. A adoção gerou forte reação do público e da mídia, porque a lei do Malauí exige que os futuros pais residam no país por um ano antes da adoção, o que Madonna não fez. Ela abordou o assunto ao ser entrevistada no The Oprah Winfrey Show, dizendo que não havia leis de adoção por escrito no Malauí que regulassem a adoção estrangeira. Ela descreveu como Banda sofria de pneumonia depois de sobreviver à malária e tuberculose quando o conheceu. A adoção foi finalizada em maio de 2008.

### 2007—11:Hard Candy,Sticky & Sweet Tour e direção cinematográfica

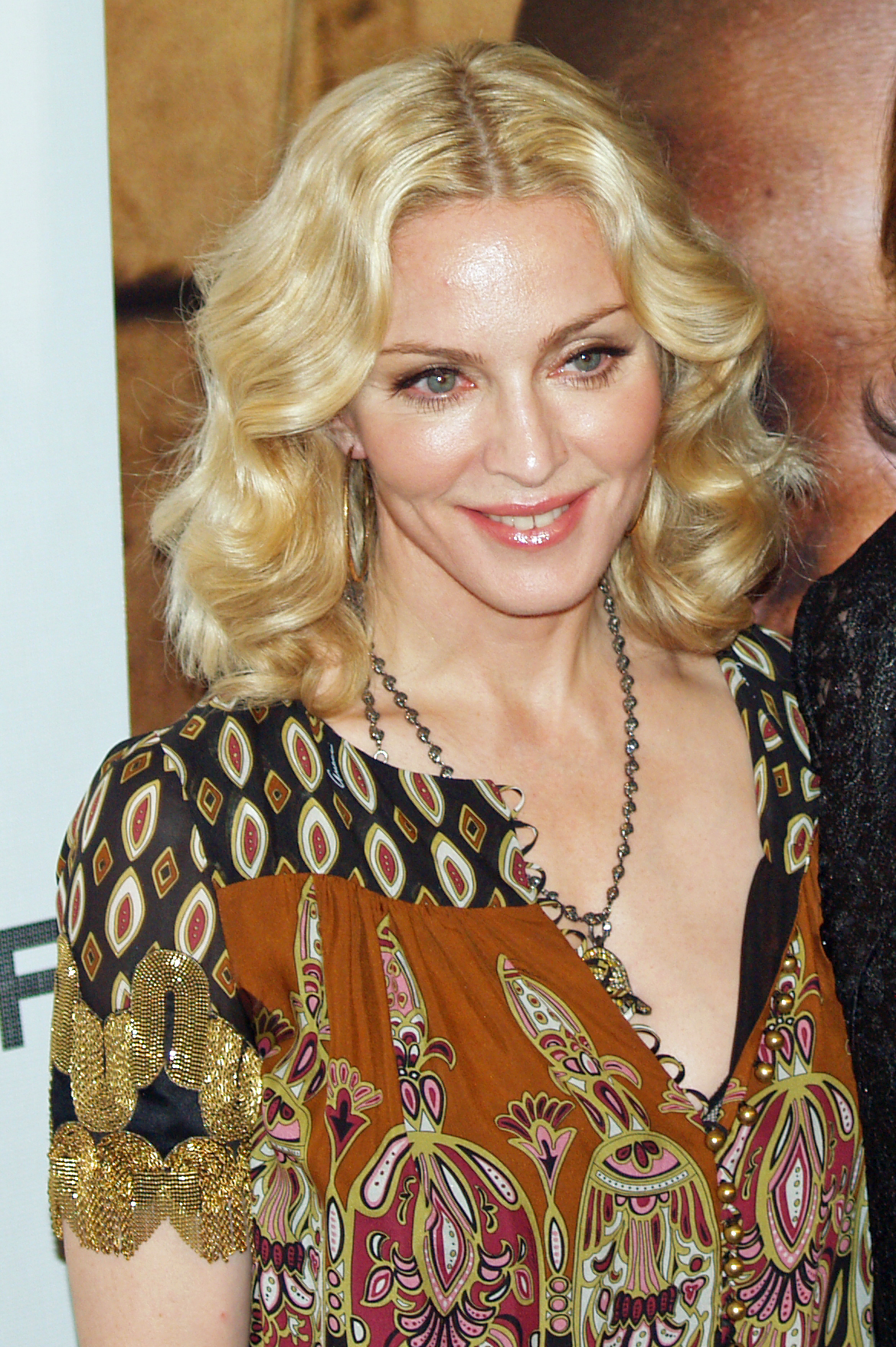
Madonna no Festival de Cinema de Tribeca em 2008.

Em 2007, foi anunciado a saída da artista da Warner Bros. e a assinatura de um contrato 360 com a Live Nation Entertainment, estimado em 120 milhões de dólares, que englobaria seus futuros lançamentos musicais, incluindo a exploração da marca Madonna. Em 2008, a artista lançou I Am Because We Are, um documentário de sua autoria sobre os problemas enfrentados pela população do Maláui; cuja direção ficou a cargo de Nathan Rissman, que já havia trabalhado como jardineiro de sua residência. Em fevereiro daquele ano, estreou o filme Filth and Wisdom, no qual ela assina a direção. A revista Times disse que "se orgulhou" do projeto, enquanto o Daily Telegraph o descreveu como "não necessariamente um trabalho totalmente pouco promissor [mas] Madonna faz bem em se manter nessa área". Seu projeto seguinte, Hard Candy, foi editado em abril, sob análises positivas da mídia especializada; com alguns sugerindo que Madonna estava tentando se aproveitar da alta em torno do mercado urbano e do hip hop. Comercialmente, mostrou-se ser bem recebido, atingindo o topo da tabela de 37 países, bem como nos Estados Unidos, onde vendeu 280 mil cópias em sua semana de lançamento, vindo a comercializar um total de 4 milhões de exemplares mundialmente.
O single inicial do trabalho, "4 Minutes" comandou as tabelas de 21 países, enquanto atingiu um pico na terceira colocação da Billboard Hot 100, dando a Madonna seu 37º tema a classificar-se entre os dez primeiros da tabela, um recorde que pertencia a Elvis Presley. No Reino Unido, converteu-se em seu 13º single a atingir a liderança, a maior quantidade entre qualquer artista feminina no país. A turnê correspondente, a Sticky & Sweet Tour; iniciada em 2008 e estendida para o ano seguinte, com 85 shows, encerrou-se como a maior digressão da história por uma artista feminina, com 3,5 milhões de ingressos vendidos e 409 milhões de dólares arrecadados (583.7 milhões de dólares em 2023). Os concertos de 7 e 8 de dezembro de 2008 no Estádio River Plate em Buenos Aires, Argentina, foram filmados e resultaram no DVD homônimo, lançado em 2010 e também bem recebido comercialmente. Em outubro, Madonna pediu o divórcio de Ritchie, citando diferenças irreconciliáveis. Mais tarde, o porta-voz da artista comunicou que ambos haviam concordado com um acordo de divórcio, cujos termos lhe concederam entre 50 e 60 milhões de libras, incluindo um acordo de guarda compartilhada para Rocco e David, então com oito e três anos, respectivamente, e a divisão do tempo das crianças entre a casa de Ritchie em Londres e a de Madonna em Nova Iorque, onde Lourdes se juntou às duas.

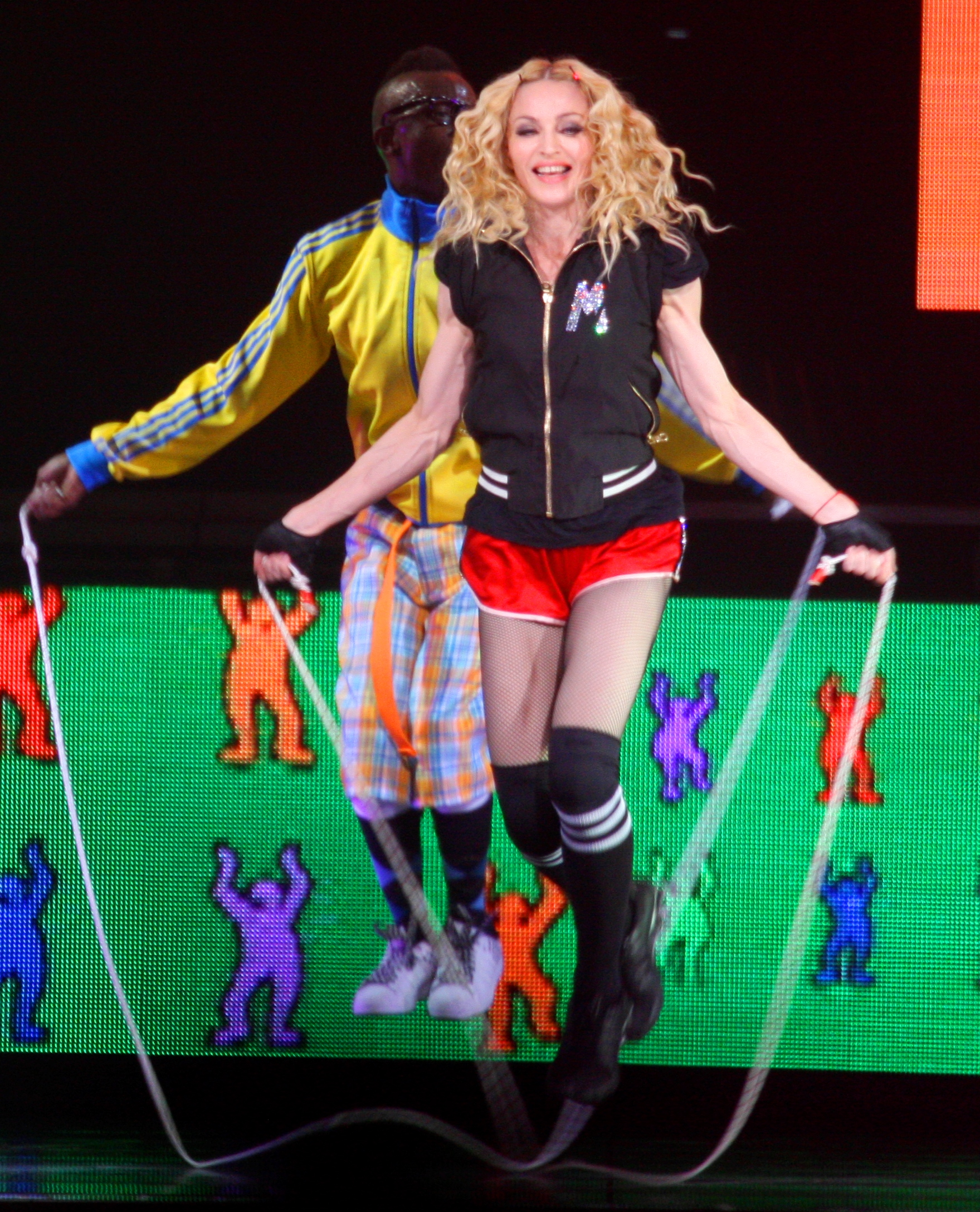
Madonna pulando corda durante a performance de "Into the Groove" na Sticky & Sweet Tour.

Em 2009, Madonna decidiu adotar Chifundo "Mercy" James, outra criança do Malauí. Inicialmente, o Supremo Tribunal Federal aprovou o pedido; no entanto, devido ao fato de Madonna não residir no país, ele foi posteriormente rejeitado. Ela recorreu da apelação e, em 12 de junho, foi-lhe concedido o direito de adotar Mercy. Seu contrato com a Warner foi concluído com o lançamento de seu terceiro álbum de grandes sucessos, Celebration. O disco continha duas faixas inéditas, "Celebration" e "Revolver", além de 34 sucessos de sua carreira musical com o selo. Bem recebido comercialmente, a compilação ocupou a liderança dos mais vendidos em países como Alemanha, Canadá, e Reino Unido. Ao final dos anos 2000, Madonna foi reconhecida como a artista com o maior número de vendas de singles físicos nos Estados Unidos e a musicista mais reproduzida no Reino Unido. Em 2010, Madonna começou a trabalhar em W.E., filme escrito e dirigido por ela, que estreou no 68º Festival Internacional de Cinema de Veneza em setembro do ano seguinte. Apesar da produção ter sido altamente negativada pela crítica e um fracasso de bilheteria, recebeu uma indicação ao Oscar por Melhor Figurino. A faixa "Masterpiece", presente na trilha sonora acompanhante, foi agraciada com um Globo de Ouro de Melhor Canção Original.

### 2012—16: Show de intervalo do Super Bowl XLVI,MDNAeRebel Heart

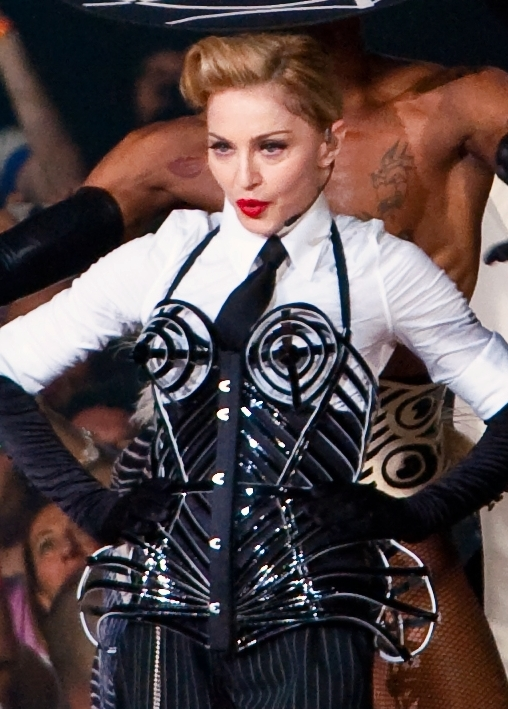
A artista durante um concerto da The MDNA Tour em Nice.

Em dezembro de 2011, foi anunciado que Madonna iria se apresentar no intervalo do Super Bowl XLVI, que iria ocorrer no Lucas Oil Stadium, situado em Indianapolis, Indiana. A artista foi auxiliada pelo Cirque du Soleil na produção do concerto e escolhida ao invés da compatriota Lady Gaga. O concerto coincidiu com o lançamento de W.E nos Estados Unidos e com a distribuição do single inicial do décimo segundo disco da intérprete. Sua performance ocorreu em 5 de fevereiro de 2012 e contou com a participação especial das rappers Nicki Minaj e M.I.A, do duo eletrônico LMFAO e do cantor Cee Lo Green. Com 114 milhões de espectadores, quebrou o recorde de show mais assistido da história do evento, superando até o jogo em si. Críticos de entretenimento analisaram a apresentação de forma positiva, elogiando sua produção; contudo, alguns notaram que Madonna não queria causar controvérsia com a performance. Entretanto, o evento recebeu alta atenção da mídia quando foi percebido que M.I.A. expôs seu dedo do meio para a câmera ao fim de seu verso em "Give Me All Your Luvin'", em vez de cantar a palavra "shit". A rapper foi bastante criticada, e a NFL pediu desculpas por sua incapacidade de desfocar a sequência.
Em março de 2012, ela divulgou MDNA. Musicalmente derivado dos gêneros pop e EDM, o produto recebeu análises geralmente positivas de resenhistas musicais, que elogiaram seu apelo para as boates e as faixas produzidas por William Orbit, enquanto outros definiram seu conteúdo como "clichê"; Mostrou-se ser bem recebido comercialmente, debutando no topo de diversas tabelas ao redor do mundo, incluindo a Billboard 200, onde vendeu 359 mil cópias em sua primeira semana. Para promovê-lo, Madonna iniciou a turnê The MDNA Tour em maio de 2012. A digressão enfrentou diversos assuntos controversos, como violência, armas de fogo, direitos humanos, nudez e política, embora tenha sido bem recebida criticamente e comercialmente — tendo fechado 2012 como a mais bem sucedida do período, com todos os seus concertos esgotados e arrecadando um total de 305.2 milhões de dólares, obtendo um público de mais de dois milhões de pessoas. Diversas ações judiciais foram criadas contra a artista, que ficou enfurecida com diversos incidentes, os quais ela descreveu como "injustiça" contra os seres humanos, que incluem a prisão de Yulia Tymoshenko na Ucrânia, o protesto feminista Pussy Riot na Rússia, violações aos direitos homoafetivos, eleições presidenciais nos Estados Unidos e a tentativa de assassinato de Malala Yousafzai.

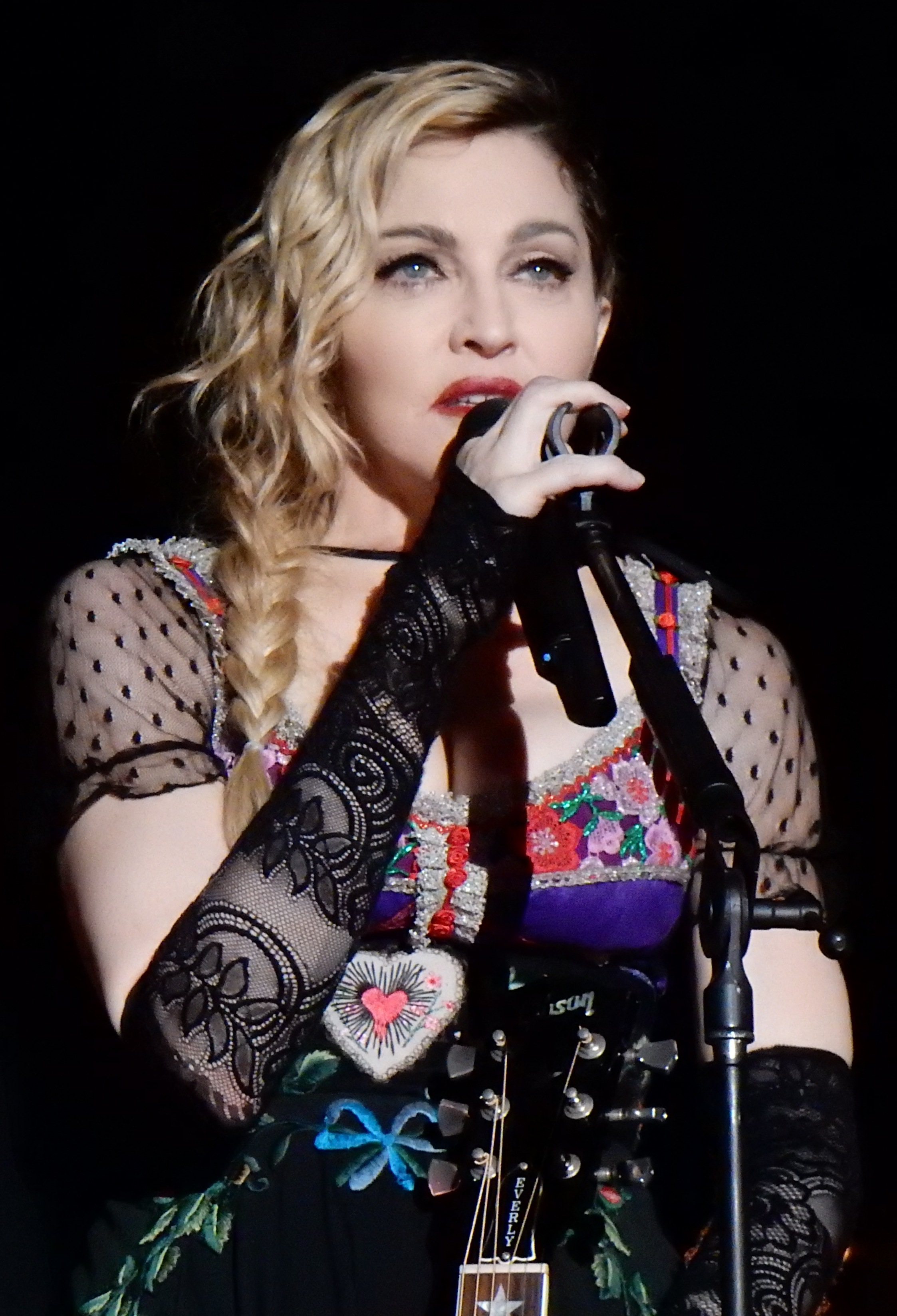
Madonna durante a turnê Rebel Heart Tour em 2015.

Em 2013, após o lançamento do DVD MDNA World Tour, ela lançou secretprojectrevolution, um curta metragem codirigido pela própria em conjunto com Steven Klein, com o intuito de lidar com a liberdade artística e os direitos humanos. O desenvolvimento de seu décimo segundo disco, Rebel Heart, iniciou-se em fevereiro de 2014, divulgando fotos de diversas sessões de gravação em seu Instagram, nas quais trabalhou com disc jockeys (DJ) como Diplo e Avicii, e produtores como Ryan Tedder e Toby Gad. Entretanto, após invasores lançarem demos inacabadas das sessões de gravação na Internet, Madonna acabou por disponibilizar o álbum para pré-venda com seis músicas que já estavam prontas; o produto final veio a ser lançado em março de 2015. Recebido sob análises positivas, debutando na vice-liderança da Billboard 200 com 121 mil unidades adquiridas; este feito o tornou o primeiro álbum de Madonna desde Ray of Light a não alcançar o topo da tabela. Para a divulgação de Rebel Heart, a musicista iniciou a turnê Rebel Heart Tour em setembro de 2015, que provou ser comercialmente bem sucedida, com todos os concertos esgotados e tendo um público final superior a 1,05 milhões de pessoas. Arrecadou um total de 169 milhões de dólares o que a fez estender seu recorde de artista solo com maior arrecadação em turnês. As duas últimas apresentações, feitas na Allphones Arena em 19 e 20 de março de 2016, foram filmadas e lançadas comercialmente em setembro de 2017.

### 2017—21:Madame XeMadame X Tour
Em fevereiro de 2017, Madonna adotou duas irmãs gêmeas malauienses de quatro anos, chamadas Estere e Stella, e se mudou com a família para Lisboa, Portugal. Em Julho, ela abriu o Mercy James Institute for Pediatric Surgery and Intensive Care no Malawi, um hospital infantil construído pela sua instituição de caridade Raising Malawi. O álbum ao vivo da Rebel Heart Tour foi lançado em setembro de 2017 e ganhou o prêmio de Melhor Vídeo Musical de Artistas Ocidentais no 32º Japan Gold Disc Award. Naquele mês, Madonna lançou o MDNA Skin em lojas selecionadas nos Estados Unidos. Alguns meses antes, a casa de leilões Gotta Have Rock and Roll havia colocado à venda itens pessoais de Madonna, incluindo cartas de amor de Tupac Shakur, fitas cassetes, roupas íntimas e uma escova de cabelo. Darlene Lutz, negociante de arte que iniciou o leilão, foi processada pelos representantes de Madonna para interromper o processo. Madonna esclareceu que seu status de celebridade "não exclui meu direito de manter minha privacidade, inclusive no que diz respeito a itens altamente pessoais". Madonna perdeu o caso e o juiz decidiu a favor de Lutz, que conseguiu provar que em 2004 Madonna fez um acordo legal com ela para a venda dos itens. Enquanto vivia em Lisboa, Madonna conheceu Dino D'Santiago, que apresentou-a a muitos músicos locais de música fado, morna e samba. Eles regularmente a convidavam para apreciar suas apresentações, o que inspirou-a a introduzir esses elementos em seu décimo quarto álbum de estúdio,  Madame X. Madonna produziu o material com vários músicos, principalmente seus colaboradores de longa data Mirwais e Mike Dean. Liberado em junho de 2019, o álbum foi bem recebido pela crítica especializada, com a NME considerando-o "ousado, bizarro, autobiográfico e diferente de tudo que Madonna já fez antes". O projeto estreou no cume da Billboard 200, tornando-se o nono lançamento da intérprete a conquistar essa posição na tabela. Todos os quatro singles lançados para promovê-lo—"Medellín", "Crave", "I Rise", e "I Don't Search I Find"— lideraram a parada de canções dance, estendendo seu recorde de artista com mais entradas em primeiro lugar no gráfico.

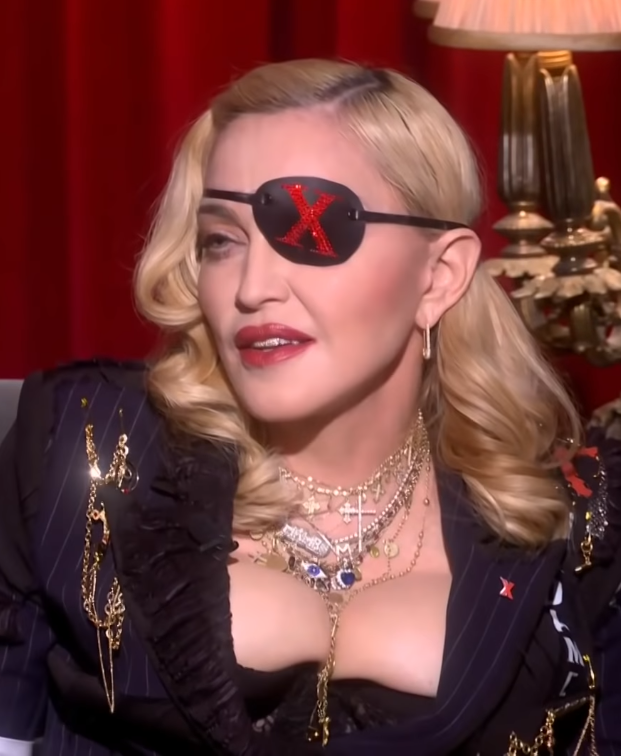
Madonna em entrevista a MTV para promover Madame X.

No mês anterior, Madonna apareceu como ato de intervalo no Eurovision Song Contest 2019 e cantou "Like a Prayer" e depois "Future" com o rapper Quavo. A Madame X Tour, uma turnê totalmente teatral que passou por cidades selecionadas da América do Norte e Europa, iniciou em 17 de setembro de 2019. Além de locais muito menores em comparação com suas digressões anteriores, Madonna implementou uma política do não uso de celulares para o público visando maximizar a intimidade do concerto. De acordo com a Pollstar, a turnê arrecadou mais de 51 milhões de dólares com as vendas de ingressos. No entanto, enfrentou vários cancelamentos devido à lesão recorrente no joelho da cantora e acabou abruptamente em 8 de março de 2020, três dias antes da data final planejada, depois que o governo francês proibiu reuniões de mais de mil pessoas devido à pandemia de COVID-19. Madonna revelou mais tarde que testou positivo para anticorpos contra o coronavírus. Em abril de 2020, Madonna anunciou seu apoio financeiro ao COVID-19 Therapeutics Accelerator liderado pela Fundação Bill & Melinda Gates, Wellcome Trust e Mastercard e doou 1 milhão de dólares adicional à Fundação Bill & Melinda Gates para ajudar a financiar pesquisas para a criação de uma nova vacina. Madonna e Missy Elliott forneceram vocais convidados ao single "Levitating" da cantora Dua Lipa, para ser incluso ao álbum de remixes dela, Club Future Nostalgia (2020). Ela também começou a trabalhar em um filme biográfico sobre sua vida, que pretendia dirigir. Erin Cressida Wilson e Diablo Cody trabalharam no roteiro em vários momentos e Julia Garner foi escalada como Madonna antes do projeto ser adiado. No primeiro semestre de 2021, retornou a viver com a família na cidade de Nova Iorque, Estados Unidos e em outubro lançou Madame X, um documentário que narra a turnê de mesmo nome, na Paramount+.

### 2022—presente:Finally Enough Lovee The Celebration Tour

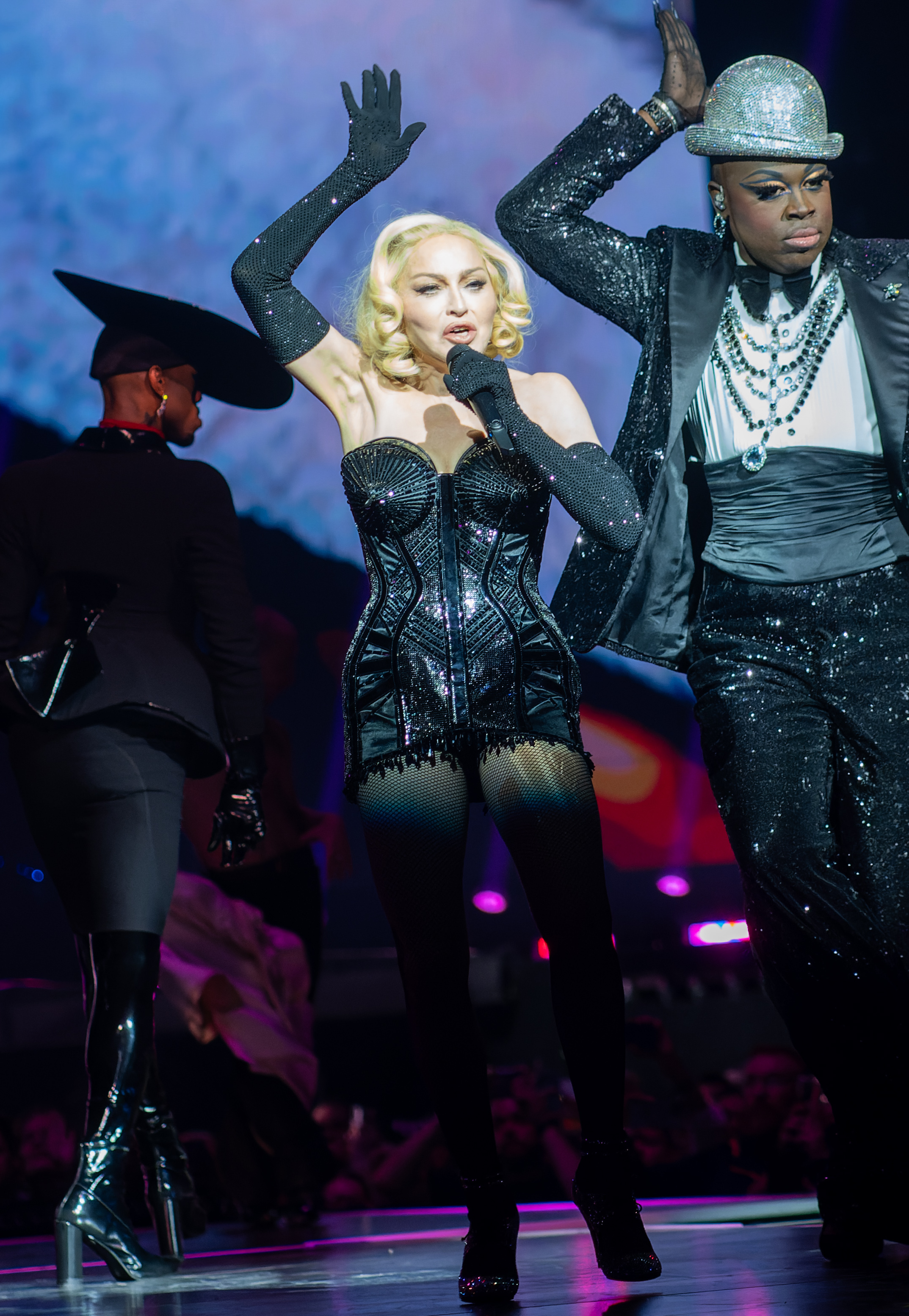
A artista durante a The Celebration Tour, em 2023, aos 65 anos.

Em 2021, Madonna anunciou oficialmente seu retorno à Warner em uma parceria global que concede à gravadora todo o seu catálogo de músicas gravadas, incluindo os três últimos álbuns lançados por ela sob a Interscope. Pelo contrato, a cantora lançou uma série de reedições a partir de 2022, para comemorar o 40º aniversário de sua carreira musical. Um álbum de remixes intitulado Finally Enough Love: 50 Number Ones foi liberado em 19 de agosto. Composto por suas 50 músicas que alcançaram o topo da tabela dance da Billboard, o projeto destacou "quão significativa a dance music sempre foi" para a carreira da intérprete e se tornou seu 23º álbum a atingir as dez primeiras colocações da Billboard 200. Em janeiro de 2023, a artista anunciou a The Celebration Tour, com o objetivo de celebrar seus quarenta anos de carreira musical. Em 2 de junho, colaborou com The Weeknd e Playboi Carti na canção "Popular", single da trilha sonora da série The Idol.
Em 24 de junho, ela foi hospitalizada depois de ser encontrada inconsciente em seu apartamento em Nova Iorque. A artista foi tratada na unidade de terapia intensiva e intubada, passando cinco dias no hospital para receber tratamento para uma "infecção bacteriana grave" após febre baixa. Como resultado, a primeira etapa norte-americana de sua The Celebration Tour foi adiada. Em dezembro, afirmou que esteve em coma induzido por 48 horas durante sua hospitalização. A digressão começou no dia 14 de outubro de 2023, na The O2 Arena, em Londres, e terminou no dia 4 de maio do ano seguinte, com um show gratuito na Praia de Copacabana, no Rio de Janeiro; essa última apresentação atraiu a presença de 1 milhão e 600 mil pessoas, tornando-se o maior concerto independente de todos os tempos.

## Características musicais

### Estilo musical e composição
[Madonna] é uma brilhante melodista e letrista pop. Fiquei impressionado com a qualidade de suas letras [durante as sessões do Ray of Light]... sei que ela cresceu com Joni Mitchell e Motown, e aos meus ouvidos ela representa o melhor dos dois mundos. Ela é uma compositora maravilhosa e confessional, além de ser uma excelente escritora de sucessos pop.

—Rick Nowels, sobre co-escrever com Madonna.
A obra musical de Madonna tem sido objeto de muitas análises e trabalhos dos críticos. Ao longo de sua carreira, Madonna esteve envolvida em escrever e produzir a maior parte de sua própria obra. Stuart Price, um de seus colaboradores anteriores, disse que "você não produz Madonna, você colabora com ela. Ela é uma produtora muito boa e, obviamente, também é uma ótima escritora. Ela tem um objetivo e sabe como conquistá-lo". As habilidades de composição da artista foram desenvolvidas em 1979 durante seu tempo no Breakfast Club. De acordo com Carol Gnojewski, suas primeiras tentativas de compor são percebidas como uma importante "auto-revelação". Madonna mais tarde se tornou a única a escrever cinco músicas em seu álbum de estreia, incluindo "Lucky Star" que ela compôs usando um sintetizador. Como compositora, ela registrou um total de 287 músicas na American Society of Composers, Authors and Publishers (ASCAP), incluindo 18 canções de sua total autoria. A Rolling Stone a considerou "uma compositora exemplar com um presente para ganchos e letras indeléveis". Segundo Freya Jarman-Ivens, o talento de Madonna para desenvolver ganchos "incríveis" para suas músicas permite que a letra prenda a atenção do público, mesmo sem a influência da música. Apesar de ter trabalhado com produtores de vários gêneros, a Rolling Stone escreveu que as músicas da artista foram "constantemente estampadas com sua própria sensibilidade e infladas com detalhes autobiográficos". Em 2015, a mesma publicação classificou-a no número 56 em sua lista dos 100 maiores compositores de todos os tempos. Ela foi nomeada para ser induzida ao Songwriters Hall of Fame por três vezes, nas cerimônias de 2014, 2016 e 2017.
Madonna passou seus primeiros anos de carreira se dedicando ao rock com Breakfast Club e Emmy. Enquanto tocava com Emmy, ela gravou cerca de 12 a 14 músicas que se assemelham ao punk rock daquele período. Suas raízes no rock também podem ser encontradas no álbum demo Pre-Madonna. Stephen Thomas Erlewine observou que, com seu álbum de estreia, Madonna iniciou sua trajetória como diva da música disco, em uma época em que não havia muitas cantoras com esse conceito. No início dos anos 1980, o disco era um anátema para o pop comercial e, de acordo com Erlewine, a cantora teve um papel enorme na popularização do dance como uma música comercialmente aceita. Arie Kaplan no livro American Pop: Hit Makers, Superstars, and Dance Revolutionaries referiu-se a Madonna como "uma pioneira" na divulgação do dance-pop. O segundo disco da artista, Like a Virgin (1984), prenunciou várias tendências em seus trabalhos posteriores. Continha referências a obras clássicas (linha de sintetizadores pizzicato que inicia a sonoridade inicial da faixa "Angel"); potencial reação negativa de grupos sociais ("Dress You Up" foi incluído na lista negra do Centro de Recursos Musicais Parental); e estilos retrô ("Shoo-Bee-Doo", homenagem de Madonna à Motown).
O amadurecimento artístico de sua obra ficou visível em True Blue (1986) e Like a Prayer (1989). No primeiro, ela incorporou elementos da música clássica, a fim de envolver um público mais velho que ainda era cético em relação à sua obra. Já no segundo, ela introduziu músicas gravadas ao vivo e incorporou elementos de diferentes gêneros musicais, incluindo dance, rhythm and blues (R&B), pop rock, e música gospel. Sua versatilidade foi ainda explorada em I'm Breathless, que consiste predominantemente em faixas de jazz, swing e big band da década de 1930 apresentado nos espetáculos da Broadway. Madonna continuou a compor baladas e canções dance-pop de andamento acelerado para Erotica (1992) e Bedtime Stories (1994). Ambas as obras exploraram elementos do new jack swing, com Jim Farber, da revista Entertainment Weekly, dizendo que "ela poderia ser vista como madrinha do ritmo". A cantora tentou se manter contemporânea ao fundir amostras, loops de bateria e hip hop em sua música. Com Ray of Light, Madonna trouxe a música eletrônica de seu status desconhecido do grande público à popularidade no cenário musical de massa.
Madonna experimentou mais música folclórica e acústica em Music (2000) e American Life (2003). Foi observada uma mudança de conteúdo lírico nas canções de Music, sendo a maioria simples faixas de amor, mas com um tom subjacente e melancólico. Segundo a revista Q, American Life era caracterizado por "um forte ritmo techno, linhas de teclado líquidas, um coro acústico e um rap bizarro de Madonna". As "canções de rock convencionais" do álbum foram repletas de letras dramáticas sobre patriotismo, incluindo a aparição de um coral gospel na música "Nothing Fails". Madonna voltou a explorar o dance em Confessions on a Dance Floor, infundindo batidas de boates e música retro com letras paradoxais e metafóricas. Ela mudou musicalmente para uma direção urbana em Hard Candy (2008), misturando pop e hip hop com dance-pop. MDNA (2012) focou em grande parte no eletrônico, que ela abraçava desde Ray of Light. Rebel Heart derivou-se do pop e incorporou uma variedade de elementos, como house, trap, reggae e dubstep, ao passo em que suas faixas falam sobre amor, reflexões pessoais, e a introspecção da carreira da intérprete. Enquanto, Madame X é o álbum mais linguisticamente diverso da artista, cantado em inglês, espanhol e português. Consistindo predominantemente em três gêneros principais: música latina, trap e art pop.

### Voz e instrumentos
Possuindo um alcance vocal classificado como mezzo-soprano, Madonna sempre foi autoconsciente sobre sua voz, especialmente em comparação com os seus ídolos vocais como Ella Fitzgerald, Prince e Chaka Khan. Mark Bego, autor do livro Madonna: Blonde Ambition, a chamou de "vocalista perfeita para músicas mais leves que o ar", apesar de não ser o seu "maior talento". De acordo com o  crítico Tony Sclafani, do MSNBC, os vocais da cantora "são a chave para suas raízes no rock. Os vocalistas pop costumam cantar músicas "comportadas", mas Madonna emprega subtexto, ironia, agressão e todo tipo de idiossincrasias vocais, como John Lennon e Bob Dylan faziam". A cantora usou um timbre vocal em suas primeiras obras publicadas, que se tornaram ausentes em seus trabalhos subsequentes. A mudança foi deliberada, pois ela era constantemente lembrada de como os críticos a rotulavam de "Minnie Mouse com voz de gás hélio". Durante as filmagens de Evita, Madonna teve que fazer aulas de canto, o que aumentou ainda mais seu alcance vocal. Sobre essa experiência, ela comentou: "Estudei com uma treinadora vocal para Evita e percebi que havia uma parte inteira da minha voz que não estava usando. Antes, eu apenas acreditava que tinha um alcance realmente limitado e iria tirar o máximo de proveito dele".
Além de cantar, Madonna tem habilidades em vários instrumentos musicais. Ela aprendeu a tocar bateria e violão com seu então namorado Dan Gilroy no final dos anos 1970, antes de ingressar na banda Breakfast Club como baterista. Isso a ajudou a formar a banda Emmy, onde ela se apresentava como guitarrista e vocalista. Madonna mais tarde tocou guitarra em suas gravações demos. Nas notas iniciais de Pre-Madonna, Stephen Bray escreveu: "Eu sempre pensei que ela tivesse passado por uma brilhante carreira como guitarrista rítmica". Após o avanço de sua carreira, a cantora concentrou-se principalmente no canto, mas também foi creditada por tocar campana no disco Madonna (1983) e sintetizador em Like a Prayer (1989). Em 1999, Madonna estudou violino por três meses para tocá-lo em seu papel de professora do instrumento no filme Music of the Heart, antes de finalmente deixar o projeto. Duas décadas depois, ela decidiu tocar novamente violão durante a promoção de Music (2000). Tendo aulas com o guitarrista Monte Pittman para melhorar suas habilidades no instrumento. Desde então, ela passou a tocar guitarra em todas as turnês subsequentes e em seus álbuns de estúdio.

### Influências
Segundo Taraborrelli, o momento decisivo da infância de Madonna foi a morte de sua amada mãe. O psiquiatra Keith Ablow sugere que a morte da mãe teve um impacto enorme na vida inicial da artista, numa época em que sua personalidade ainda estava se formando. De acordo com Ablow, quanto mais jovem uma criança sofrer uma perda grave, mais profunda será a influência desse evento e maior será a duração do impacto. Ele conclui que "algumas pessoas nunca aceitam essa perda em uma idade tão jovem, Madonna não é diferente delas". À medida que envelheciam, a artista e suas irmãs se sentiram tristes porque a memória de sua mãe começou a desaparecer. Elas então começaram a recolher fotos dela e pensavam que ela se parecia com a poeta Anne Sexton e atrizes de Hollywood. Mais tarde, essa experiência despertaria o interesse de Madonna pela poesia, com Sylvia Plath se tornado sua poetisa favorita. Mais tarde, Madonna comentou: "A angústia de perder minha mãe me deixou com um certo tipo de solidão e um desejo ardente por algo. Se eu não tivesse esse vazio, não teria chegado tão longe. A morte dela teve muito a fazer comigo, pensei — depois que eu superar minha tristeza — serei muito forte por não ter minha mãe. Vou me cuidar". Taraborrelli acreditava que a devastação e o abandono que Madonna sentiu com a perda de sua mãe ensinou-lhe "uma lição valiosa, que ela teria que permanecer forte por si mesma, pois, temia fraqueza, particularmente a sua própria".
Em 1985, Madonna comentou que a primeira música a causá-la uma forte impressão foi "These Boots Are Made for Walkin'" de Nancy Sinatra; ela disse que a canção resumia sua atitude feminista de "assumir o controle". Quando jovem, ela tentou ampliar seu gosto pela literatura, arte e música, e, nesse período, interessou-se pela música clássica. Observando que seu estilo favorito era o barroco e amava Mozart e Chopin porque possuíam uma "qualidade feminina". Outras de suas influências musicais incluem artistas como Debbie Harry, Chrissie Hynde, Karen Carpenter, The Supremes e Led Zeppelin, além das dançarinas Martha Graham e Rudolf Nureyev. Ela também cresceu ouvindo David Bowie, cujo show foi o primeiro de rock que ela assistiu. Os antecedentes ítalo-católicos de Madonna e o relacionamento com seus pais estão refletidos no álbum Like a Prayer. Foi considerado uma evocação do impacto que a religião teve em sua carreira. Seu vídeo para a faixa-título contém simbolismo católico, como os estigmas. Durante a Virgin Tour, ela usou um rosário e simulou uma oração com ele no vídeo musical de "La Isla Bonita". O vídeo de "Open Your Heart" apresenta seu chefe repreendendo-a no idioma italiano. Na turnê mundial Who's That Girl, ela dedicou a apresentação da música "Papa Don't Preach" ao Papa João Paulo II. Seu álbum MDNA (2012) também possui muitas influências de sua educação católica e, desde 2011, ela participa de reuniões e cultos em um centro Opus Dei, uma instituição católica que incentiva a espiritualidade através da vida cotidiana.
Durante sua infância, Madonna foi inspirada por atores, dizendo mais tarde: "Eu era apaixonada por Carole Lombard, Judy Holliday e Marilyn Monroe. Elas eram incrivelmente engraçadas – e eu me vi nelas – minha feminilidade, meu conhecimento e minha inocência". O vídeo de "Material Girl" recriou o visual usado por Monroe na música "Diamonds Are a Girl's Best Friend", do filme Gentlemen Prefer Blondes (1953). Ela estudou as comédias da década de 1930, particularmente as de Lombard, em preparação para o filme Who's That Girl. O vídeo de "Express Yourself" (1989) foi inspirado pelo filme mudo Metropolis (1927). O vídeo de "Vogue" recriou o estilo das fotografias glamourosas de Horst P. Horst, as coreografias imitavam as poses de Marlene Dietrich, Carole Lombard e Rita Hayworth, enquanto as letras se referiam a muitas das estrelas que a inspiraram, incluindo Bette Davis, descrita por Madonna como um ídolo. No entanto, a carreira cinematográfica da cantora foi amplamente recebida negativamente pelos críticos de cinema. Stephanie Zacharek afirmou na Time que "[Madonna] parece ser inexpressiva e antinatural como atriz, e é difícil de assisti-la, porque ela está claramente se esforçando ao máximo". De acordo com o biógrafo Andrew Morton a cantora "coloca um rosto corajoso [para lidar com] as críticas, mas em particular ela está profundamente magoada". Após Swept Away (2002) se sair um fracasso de bilheteria, Madonna prometeu que nunca mais atuaria em um filme, esperando que seu fracassado currículo cinematográfico nunca fosse discutido novamente. Em 2016, uma retrospectiva de carreira, intitulada Body of Work, foi exibida no Metrograph Hall de Nova Iorque. De acordo com o Nigel M. Smith, do The Guardian, carreira da cantora nos cinemas sofreu principalmente devido à falta de material adequado fornecido a ela, e a dando uma boa chance "[ela] poderia roubar a cena com toda certeza". Também lhe vieram influências do mundo da arte, como através das obras da artista mexicana Frida Kahlo. O vídeo de "Bedtime Story" apresenta imagens inspiradas nas pinturas de Kahlo e Remedios Varo. Madonna também é um colecionadora das pinturas Art Deco de Tamara de Lempicka e incluiu-os em seus vídeos de música e digressões. Seu vídeo para "Hollywood" (2003) foi uma homenagem ao trabalho do fotógrafo Guy Bourdin; O filho de Bourdin posteriormente entrou com uma ação por uso não autorizado do trabalho de seu pai. O uso de imagens sadomasoquistas do artista Andy Warhol em seus filmes pouco populares foi refletido nos vídeos musicais de "Erotica" e "Deeper and Deeper".

### Vídeos musicais e performances ao vivo
Os biógrafos do livro The Madonna Companion, Allen Metz e Carol Benson observaram que, mais do que qualquer outro artista pop contemporâneo, Madonna havia usado a MTV e seus vídeos musicais para estabelecer sua popularidade e aprimorar seu trabalho gravado. Segundo eles, muitas de suas músicas estão fortemente ligadas as imagens dos vídeos. O crítico cultural Mark C. Taylor, em seu livro Nots (1993), considerou que a "rainha do vídeo musical" por excelência é Madonna. Ele ainda afirmou que "a criação mais notável da MTV foi Madonna. As respostas aos vídeos excessivamente provocativos da artista foram previsivelmente contraditórios". A reação da mídia e do público em relação às músicas mais discutidas, como "Papa Don't Preach", "Like a Prayer" ou "Justify My Love", teve a ver com os vídeos criados para promover o single e o impacto que tinha, e não apenas por causa da música em si. Morton sentiu que "artisticamente, as composições de Madonna são muitas vezes ofuscadas por seus impressionantes vídeos pop". As iniciais obras visuais da cantora refletiam seu estilo urbano e latino-americano combinado com um glamour extravagante. Ela foi capaz de transmitir seu senso de moda vanguardista do centro de Nova Iorque para [todo] o público americano. As imagens e a incorporação da cultura hispânica e do simbolismo católico continuaram com os vídeos da era True Blue e tornaram-se a tendência de moda da época; Em "La Isla Bonita" ela traja saias em camadas, acessórios com contas de rosário e um crucifixo. A autora Douglas Kellner observou que "esse 'multiculturalismo' e seus movimentos culturalmente transgressivos acabaram sendo um movimento bem-sucedido para atrair um público jovem amplo e variado".
O surgimento da cantora ocorreu durante o advento da MTV; Chris Nelson, do The New York Times, elaborou: "A MTV, com seus vídeos, inaugurou uma era na qual os fãs comuns de música poderiam passar horas, todos os dias, assistindo seus cantores preferidos apenas dublando as palavras". A relação simbiótica entre o videoclipe e a sincronização labial levou ao desejo de que as imagens dos vídeos fossem transferidas para shows ao vivo. Ele acrescentou: "Artistas como Madonna e Janet Jackson estabeleceram novos padrões para a teatralidade, com shows apresentando não apenas trajes elaborados e pirotecnia precisamente coordenada, mas também dança altamente atlética. Esses efeitos tiveram um custo, [abrir mão de] cantar ao vivo". Thor Christensen, do jornal The Dallas Morning News, comentou que, enquanto a cantora ganhou a reputação de usar playback durante a Blond Ambition World Tour, ela posteriormente reorganizou suas performances para "se destacar mesmo durante as partes mais difíceis de uma música e [deixar] as coreografias de dança para sua trupe de apoio, ao invés de tentar cantar e dançar desastrosamente ao mesmo tempo".
Para permitir maior movimento enquanto dançava e cantava, Madonna foi uma das primeiras a adotar os microfones de viva-voz por radiofrequência, com o receptor fixado nas orelhas ou no topo da cabeça, e a cápsula em um pequeno braço que se estende até a boca. Por causa de seu uso proeminente, o design de microfone passou a ser conhecido como "mic da Madonna". Metz observou que enquanto suas apresentações no telão são espetaculares, suas performances ao vivo são sucessos de crítica. A cantora foi a primeira artista a reproduzir as cenas e movimentos de seus videoclipes em suas turnês. A autora Elin Diamond explicou que, reciprocamente, o fato de as imagens dos vídeos de Madonna poderem ser recriados em um cenário ao vivo aumenta o realismo dos vídeos originais. Ela acreditava que "suas performances ao vivo se tornaram o meio pelo qual as representações midiatizadas são naturalizadas". Taraborrelli disse que, englobando multimídia, tecnologia de ponta e sistemas de som, os shows e performances ao vivo da cantora são "peças extravagantes e espetáculos de arte ambulante". Madonna sempre filma suas turnês de concertos, dizendo: "É como documentar e arquivar suas obras de arte. É um registro de algo que eu criei com muitas pessoas grandes e talentosas [...] Eles são os estágios da minha carreira, e eles contam uma parte importante do meu legado, por isso estou documentando-os", explicou ela. A cantora expressou seu desejo de criar um concerto acústico e despojado "que continua a envolver música e dança [mas também] poesia e humor". Ela também queria envolver elementos de água em suas produções, mas acabou sendo desencorajada devido a problemas logísticos.

## Legado
"Para o público mais novo, no qual se incluem Little Monsters (fãs de Lady Gaga) e Swifties (fãs de Taylor Swift) não tão familiarizados com a história de Madonna, é bom lembrar da comoção que a cantora causava toda vez que lançava algo novo. A cada reinvenção, Madonna esquentava o debate com novas ideias ou tendências. Foi ela a responsável por elevar o status da lingerie feminina, sutiãs e corsets, como peça a ser mostrada. Foi quem popularizou crucifixos em brincos colares e colocou na roda o assunto da cabala [...]. Sem contar na enorme contribuição que deu à comunidade LGBT e ao feminismo em geral, falando de liberdades individuais, empoderando e dando voz às chamadas minorias"

— Avaliação de Lúcia Soares, do Terra Brasil, sobre o impacto de Madonna.
Vários jornalistas, teóricos e autores notaram o legado de Madonna na indústria do entretenimento. A revista Rolling Stone a descreveu como um ícone musical incomparável e a artista pop feminina mais famosa de todos os tempos. A edição espanhola da mesma publicação escreveu: "Ela se tornou a primeira mestra do pop viral na história, anos antes da internet ser usada massivamente. Madonna estava em todos os lugares; nos poderosos canais de televisão de música, 'programações de rádio', capas de revistas e até mesmo nas livrarias. Uma dialética pop, nunca vista desde o reinado dos Beatles, que lhe permitiu manter-se na vanguarda da tendência e da comercialidade". De acordo com Rodrigo Fresán, "dizer que Madonna é apenas uma estrela pop é tão inapropriado quanto dizer que a Coca-Cola é apenas um refrigerante. Madonna é um dos símbolos clássicos do Made in USA". Alan McGee, do jornal britânico The Guardian, sentiu que a cantora é uma artista pós-moderna, coisas que nunca mais veremos. Ele afirmou ainda que ela e Michael Jackson inventaram os termos "Rainha e Rei do Pop".
Ao longo de sua carreira, Madonna se reinventou repetidamente por meio de uma série de diferentes personalidades visuais e musicais, ganhando também o apelido de "Rainha da Reinvenção". Em seu livro One Thousand One People Who Made America, o autor Alan Axelrod observou que ao se reinventar, ela se "transforma em um ícone cultural e comercial que, por mais de uma década, foi indiscutivelmente a rainha do pop". O escritor Santiago Fouz Hernandez concorda que essas reinvenções são uma de suas principais conquistas culturais. Madonna se reinventou trabalhando com futuros produtores talentosos e artistas desconhecidos, permanecendo no centro das atenções da mídia. Essa reinvenção foi considerada por especialistas como a principal ferramenta para sobreviver na indústria musical. De acordo com Freya Jarman-Ivens, "ao fazer isso, Madonna sempre deu o exemplo de como manter sua carreira no mercado do entretenimento". Como Ian Youngs da BBC News comentou, "sua habilidade de seguir as últimas tendências da moda e adaptar seu estilo tem sido a razão pela qual sua imagem é preservada".

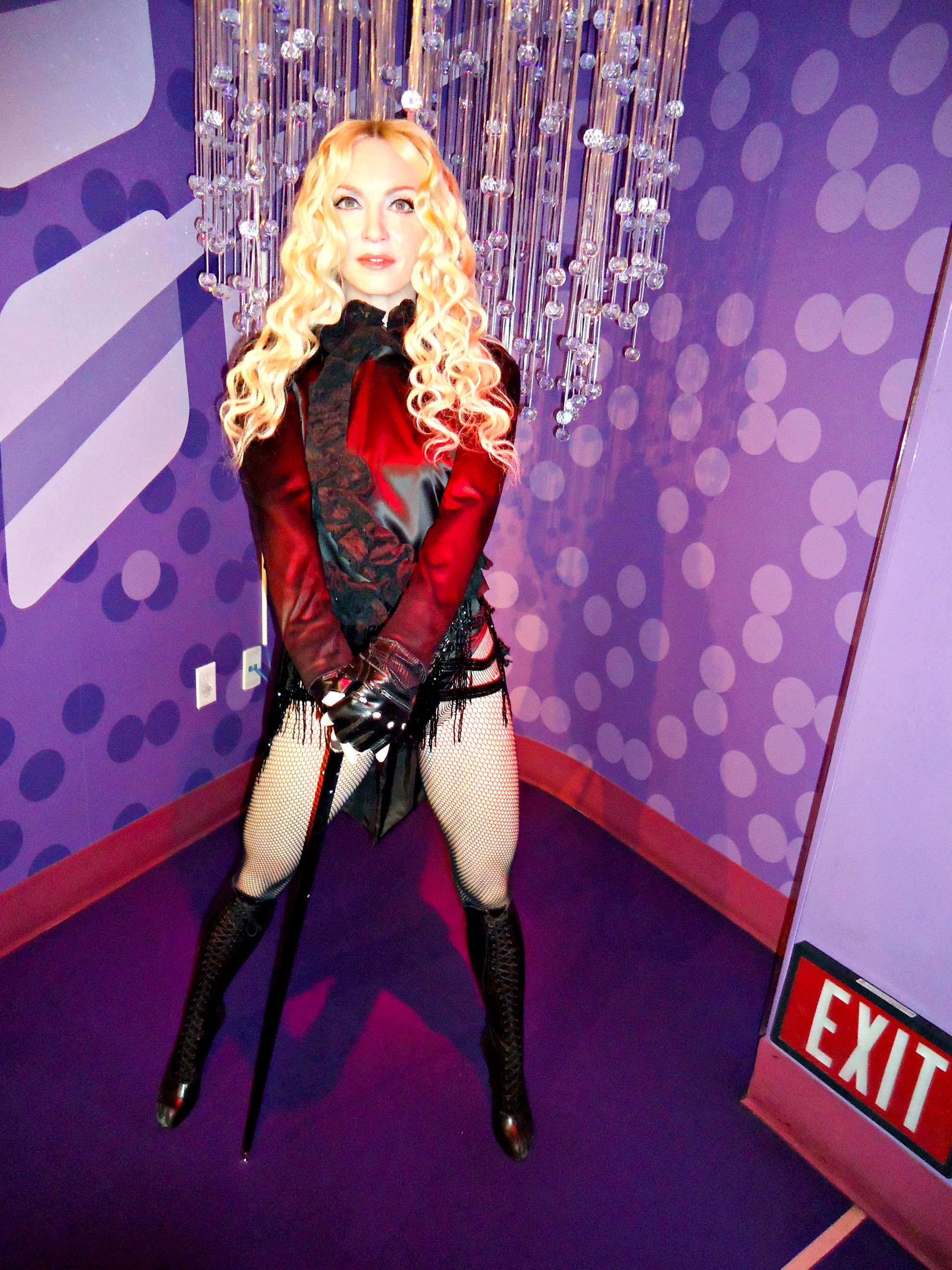
Boneca de cera em homenagem a Madonna exposto em um museu.

A exploração de temas sexuais por Madonna beneficiou sua carreira e mudou a opinião pública sobre sexualidade e feminismo. A The Times declarou: "Madonna, goste você ou não, começou uma revolução entre as mulheres na música [...] suas atitudes e opiniões sobre sexo, nudez, estilo e sexualidade forçaram o público a se sentar e prestar atenção". O Rock and Roll Hall of Fame, considerou que Madonna lançou um dos álbuns mais revolucionários de todos os tempos, declarando que "poucas mulheres artistas, antes ou depois de Erotica, falaram tão abertamente sobre suas fantasias e desejos. Madonna deixou claro que vergonha e a sexualidade são mutuamente exclusivas [...] No final, Erotica abraçou e esposou o prazer, e manteve Madonna no pioneirismo da revolução sexual dentro do pop". Shmuel Boteach, autor do livro Hating women (2005), acha que Madonna foi a grande responsável por confundir a linha entre música e pornografia, elaborando: "Antes de Madonna, era possível que mulheres mais famosas por suas vozes do que por seus seios surgissem como estrelas da música. Mas no universo pós-Madonna, mesmo artistas altamente originais como Janet Jackson agora sentem a pressão de expor seus corpos em rede nacional para vender discos". Brian McNair, o autor de Striptease Culture: Sex, Media and the Democratization of Desire, declarou que ao cantar sobre sexo; "livros acadêmicos começaram a aparecer sobre o 'Fenômeno Madonna', enquanto feministas pró e anti-pornografia faziam dela um símbolo de tudo o que era bom ou ruim (dependendo de seu ponto de vista) sobre a cultura sexual contemporânea".
As opiniões e contribuições sociais de Madonna tiveram impacto na sociedade. Os estudiosos da Universidade de Rutgers explicam que suas opiniões não são apenas determinadas por um conjunto de códigos morais, mas dependem em parte do clima social e político da época. A musicóloga Susan McClary sugere que a artista "está reescrevendo alguns níveis fundamentais do pensamento ocidental". Madonna apelou para um amplo grupo de pessoas menos favorecidas na sociedade, entre elas, a população LGBT e as mulheres, onde ela começou a lutar pelo androcentrismo em várias ocasiões, proporcionando-lhes autonomia e independência. Matt Muro, do VH1, considerou que a artista "contribuiu para trazer a cultura homossexual ao mainstream, ao mesmo tempo, atacando a hipocrisia religiosa ou política". A acadêmica Audra Gaugler, da Universidade Lehigh, explica que a cantora está por trás de todos e os ajuda a lutar para não serem condenados ao ostracismo na sociedade. Sobre este ponto, Tony Goes, colunista cultural da Folha de S.Paulo, comentou: 
"Ao longo de sua longa carreira, Madonna abraçou todas as causas certas. Foi das primeiras a se levantar contra a Aids, sempre defendeu os gays e os direitos igualitários, e hoje se dedica a ridicularizar a extrema-direita. Não, não é perfeita, porque ninguém é. Mas, somadas a qualidade da obra, o impacto de suas ideias e a influência que exerceu sobre o showbiz e o comportamento, Madonna é, de longe, a artista popular mais importante do último meio século".

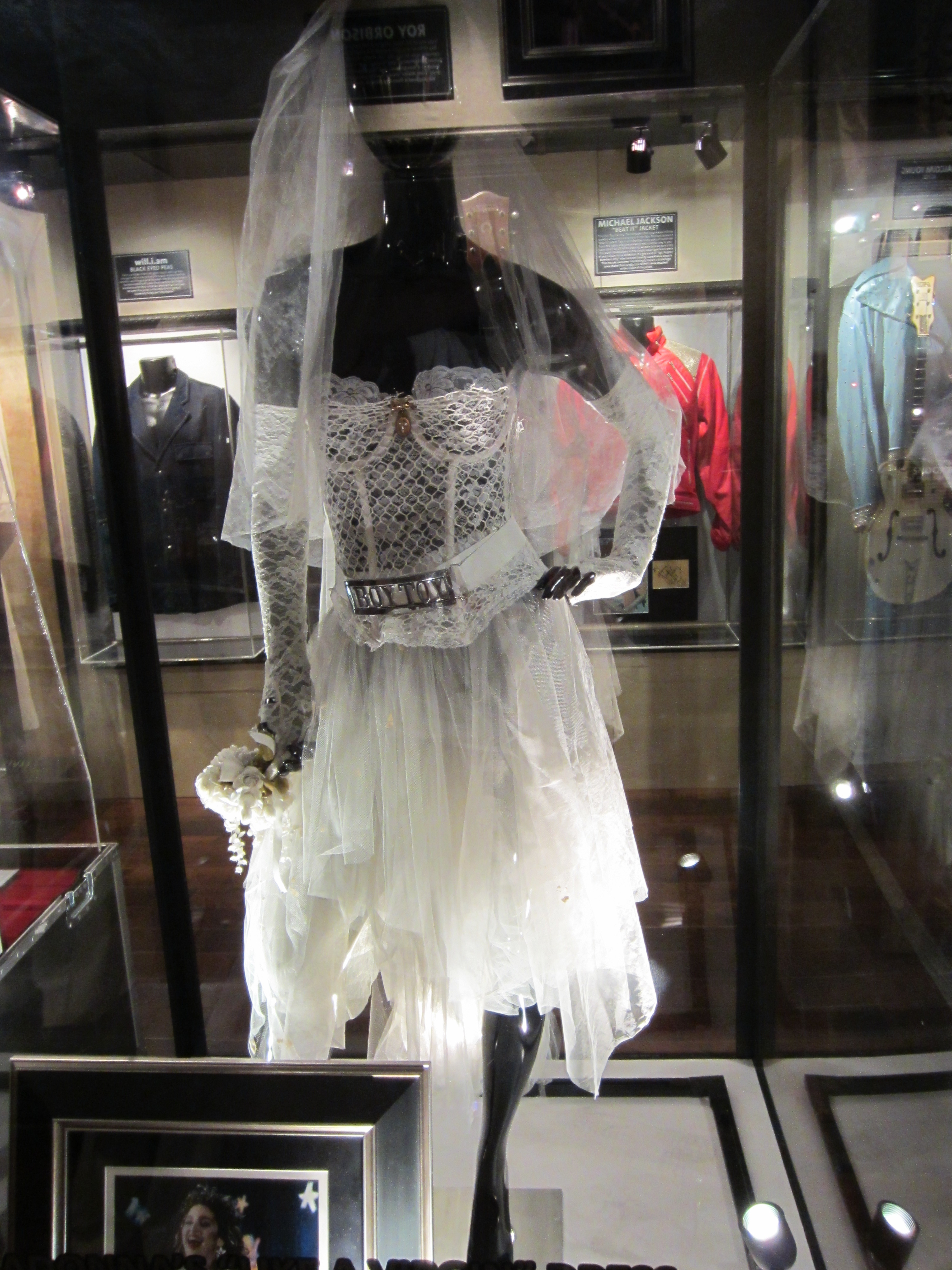
O vestido usado na capa do álbum Like a Virgin está exposto no Hard Rock Cafe em Miami.

Madonna tem um dos rostos e nomes mais reconhecidos do planeta. Em 2002, o crítico cultural Greil Marcus, observou que a artista é uma figura incontornável na cultura ocidental e que "para onde quer que você olhe, você encontrará Madonna ou algo dela". O acadêmico britânico Peter Buckley comparou seu impacto ao de Jackson ou Prince, mas afirma que "ninguém mudou a vida das pessoas como ela fez". Ao mesmo tempo, os estudiosos da Universidade Rutgers mencionaram que, ao "contrário desses [dois] artistas e de muitos outros, apenas ela desempenha universalmente um papel significativo para a sociedade". De acordo com Tony Sclafani, da rede MSNBC, "antes da cantora, a maioria das megaestrelas da música eram roqueiros; depois dela, quase todas foram cantoras [...] Quando os Beatles chegaram aos Estados Unidos, eles mudaram o paradigma de intérprete solo. Madonna o trouxe novamente — [dessa vez] com ênfase na mulher". O Hall da Fama do Rock reconheceu que a artista "e a carreira que criou para si mesma tornaram possível virtualmente todas as outras cantoras pop seguirem [...] Ela certamente elevou os padrões de todas elas [...] Ela redefiniu quais eram os parâmetros para artistas do gênero feminino". Madonna influenciou vários artistas ao longo de sua carreira.
Em 2007, Mary Cross escreveu em seu livro, Madonna: A Biography, que a cantora e "sua influência na música pop é inegável e de longo alcance. Novos ícones pop — de Nelly Furtado a Shakira, de Gwen Stefani a Christina Aguilera, sem falar em Britney Spears —, devem muito a Madonna, uma dívida de gratidão pelo modelo que ela forjou, que combina atração sexual e poder feminino em sua imagem, música e letras". Da mesma forma, Goes escreveu: "O que essa garotada precisa entender, no entanto, é que foi Madonna quem abriu as portas para Lady Gaga, Beyoncé, Ariana Grande, Rihanna, Taylor Swift, Katy Perry e praticamente todas as divas da dance music, desde 1982. Porque a persona com que ela se apresentou ao mundo era inédita naquela época: uma feminista radical, que pregava a independência total das mulheres, mas que, ao mesmo tempo, gostava de sexo e sedução. Hoje essa combinação parece corriqueira, mas, 40 anos atrás, soava paradoxal para muita gente". A acadêmica Mariana Lins Lima também notou que, com a turnê Blond ambition, a artista foi percussora do que chamou "de estilo de mega espetáculo", explicando que ela "cristalizou o que se confirmaria como uma espécie de padrão de show pop no qual é criada uma narrativa costurada por blocos temáticos, identificados por diferentes cenografias, figurinos, coreografias e encenações, durante aproximadamente duas horas [...]. Das estrelas de grande vulto no pop — como Spears, Gaga, Perry e Miley Cyrus —, praticamente nenhuma deixou de aderir à fórmula consolidada por Madonna em 1990".

## Conquistas

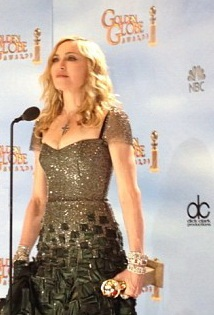
Escrito para sua estreia como diretora cinematográfica em W.E., "Masterpiece" rendeu a Madonna um Globo de Ouro de Melhor Canção Original em 2012.

Ao longo de sua carreira, Madonna angariou uma série de condecorações e reconhecimentos, acumulando 7 Grammy Awards, dois Globo de Ouro, 20 MTV Video Music Awards, incluindo o Video Vanguard Award de 1986, pelo qual ela se tornou a primeira mulher a receber o prêmio. Além do título de "Artista Feminina dos Anos 1980" e 19 entradas no Livro dos Recordes, com destaque para a classificação de solista de maior sucesso e artista feminina com vendas mais altas de todos os tempos, acumulando um total avaliado em mais de 400 milhões de gravações mundialmente. Títulos de sua discografia como The Immaculate Collection e You Can Dance (1987) também foram reconhecidos como o álbum de remix mais vendido de uma artista feminina e o disco compilatório mais adquirido de um artista solo, respectivamente. Enquanto "Hung Up" alcançou o topo das paradas musicais de 41 países. Este feito garantiu a ela um lugar na edição de 2007 do livro, como a canção a culminar em mais países até então. Nos Estados Unidos, ela foi anunciada como a maior artista solo da era Billboard Hot 100. Nessa tabela, Madonna acumulou 12 singles na posição máxima, a terceira maior quantidade por uma musicista, e detém o recorde de ter 50 canções número um na parada Hot Dance Club Songs — mais do qualquer outro artista. Adicionalmente, ela é o ato que culminou o maior número de singles nas tabelas musicais de vários países, incluindo 11 lideranças na Austrália, 23 no Canadá, e 13 no Reino Unido.
A Recording Industry Association of America (RIAA) a classificou como a artista feminina que mais vendeu no século 20, e a terceira dentro dos Estados Unidos no geral (atrás de Barbra Streisand e Mariah Carey), com 64,5 milhões de obras certificadas. De acordo a RIAA, The Immaculate Collection, Like a Virgin e True Blue estão entre os 100 álbuns que mais receberam certificados, com os dois primeiros sendo condecorados com certificado de diamante e listados entre os mais vendidos em solo estadunidense. Ela também detém o recorde de artista feminina com a maior quantidade de discos na liderança das tabelas dos principais mercados musicais, como Alemanha, Austrália, e Reino Unido. Nesse último, ela é a solista que mais vendeu na história, contabilizando 17,6 milhões de unidades até junho de 2012. Madonna tornou-se a primeira mulher a gerar mais de 1 bilhão de dólares em receitas de shows. Ela também continua sendo uma das únicas artistas a ter dois concertos solo com 100 mil ingressos vendidos; seu concerto no Parc de Sceaux, em Paris, como parte da Who's That Girl World Tour, atraiu mais de 130 mil espectadores. Já na Girlie Show, ela se apresentou para mais de 120 mil espectadores no Estádio do Maracanã, no Rio de Janeiro. Nessa última cidade, ela atraiu mais de 1 milhão e 600 mil pessoas na Praia de Copacabana (2024), tornando-se o maior público para um show gratuito entre qualquer artista na história.
Em 2008, Madonna foi adicionada ao Rock and Roll Hall of Fame em seu primeiro ano de elegibilidade. Foi também citada no livro 100 Mulheres Mais Importantes do Século 20, publicado pelo Ladies' Home Journal em 1998. No catálogo com os 200 ícones da cultura pop de todos os tempos, a revista People posicionou-o na sétima colocação. O canal VH1 colocou-a no posto máximo em suas compilações das 100 maiores mulheres da música e também das 50 mulheres mais importantes da idade do vídeo. A Billboard considerou Madonna a maior entre os 100 melhores artistas da história dos vídeos musicais. Em 2020, a Rolling Stone ranqueou três de seus projetos entre os 500 melhores álbuns de sempre. O tabloide britânico The Sun incluiu-a no primeiro posto numa coletânea dos 50 cantores e compositores que nunca serão esquecidos na história. Em 2010, por suas realizações comerciais, Madonna foi incluída na lista de elite das 25 mulheres mais poderosas do século 20 pela revista Time. Em geral, vários biógrafos, escritores, jornalistas e outros meios de comunicação a consideraram a mulher mais influente e bem-sucedida da história da música.

## Discografia
- Madonna (1983)
- Like a Virgin (1984)
- True Blue (1986)
- Like a Prayer (1989)
- Erotica (1992)
- Bedtime Stories (1994)
- Ray of Light (1998)
- Music (2000)
- American Life (2003)
- Confessions on a Dance Floor (2005)
- Hard Candy (2008)
- MDNA (2012)
- Rebel Heart (2015)
- Madame X (2019)

## Turnês
- The Virgin Tour (1985)
- Who's That Girl World Tour (1987)
- Blond Ambition World Tour (1990)
- The Girlie Show (1993)
- Drowned World Tour (2001)
- Re-Invention Tour (2004)
- Confessions Tour (2006)
- Sticky & Sweet Tour (2008–2009)
- The MDNA Tour (2012)
- Rebel Heart Tour (2015–2016)
- Madame X Tour (2019–2020)
- The Celebration Tour (2023–2024)

## Filmografia
- A Certain Sacrifice (1979)
- Desperately Seeking Susan (1985)
- Shanghai Surprise (1986)
- Who's That Girl (1987)
- Bloodhounds of Broadway (1989)
- Dick Tracy (1990)
- Madonna: Truth or Dare (1991)
- Shadows and Fog (1991)
- A League of Their Own (1992)
- Body of Evidence (1993)
- Dangerous Game (1993)
- Four Rooms (1995)
- Evita (1996)
- The Next Best Thing (2000)
- Swept Away (2002)
- I'm Going to Tell You a Secret (2005)
- Arthur and the Invisibles (2006)
- Madame X (2021)

Filmes dirigidos
- Filth and Wisdom (2008)
- W.E. (2011)
- secretprojectrevolution (2013)